# James-Webb-Weltraumteleskop
Das James-Webb-Weltraumteleskop (engl.: James Webb Space Telescope, abgekürzt JWST oder Webb) ist ein Weltraumteleskop für die Infrarotastronomie.
Es wurde ab 1996 als gemeinsames Projekt der Weltraumagenturen NASA (USA), ESA (Europa) und CSA (Kanada) entwickelt und kann als wissenschaftlicher Nachfolger der Weltraumteleskope Hubble und Spitzer betrachtet werden. Das JWST startete am 25. Dezember 2021 und erreichte zum 24. Januar 2022 eine Umlaufbahn um den etwa 1,5 Millionen Kilometer von der Erde entfernten Lagrange-Punkt L2 (von Erde und Sonne). Die ersten Bilder des JWST wurden der Öffentlichkeit am 11. und 12. Juli 2022 präsentiert.

## Spektralbereich
Das JWST untersucht Licht mit Wellenlängen von 0,6 bis 28 μm, das heißt vom roten Teil des sichtbaren Lichts (dieses reicht insgesamt von 0,38 bis 0,78 μm) bis ins mittlere Infrarot (dieses reicht insgesamt von 0,78 bis 1000 μm). In diesem Bereich liegt die Wärmestrahlung kühlerer Objekte mit Temperaturen bis herunter zu einigen hundert Kelvin. Infrarotstrahlung durchdringt interstellare Gaswolken besser als sichtbares Licht. Das sichtbare Licht aus weit entfernten und damit auch frühen Regionen des Universums wird durch die kosmologische Rotverschiebung in diesen Bereich verschoben.
Das JWST reagiert teilweise einhundertmal so empfindlich auf elektromagnetische Wellen wie das Hubble-Teleskop. Die technische Präzision ermöglicht es dem JWST, neue Blicke ins Sonnensystem zu werfen, ins Innere von Sternentstehungsgebieten zu schauen und die chemische Zusammensetzung der Atmosphären von Exoplaneten detaillierter zu analysieren.

## Aufgaben
Das JWST hat vier wissenschaftliche Hauptaufgaben:
- Die Suche nach den ersten leuchtenden Objekten und Galaxien, die nach dem Urknall und dem darauf folgenden dunklen Zeitalter vor 13,5 Milliarden Jahren entstanden sind.
- Verbesserung des Verständnisses der Strukturbildungsprozesse im Universum.
- Die Untersuchung der Entstehung – und Weiterentwicklung – von Galaxien, Schwarzen Löchern, Sternen und Planetensystemen, insbesondere die Erforschung von protoplanetaren Scheiben.
- Untersuchung von Exoplaneten, ihrer Atmosphäre und etwaiger Eignung für Leben.

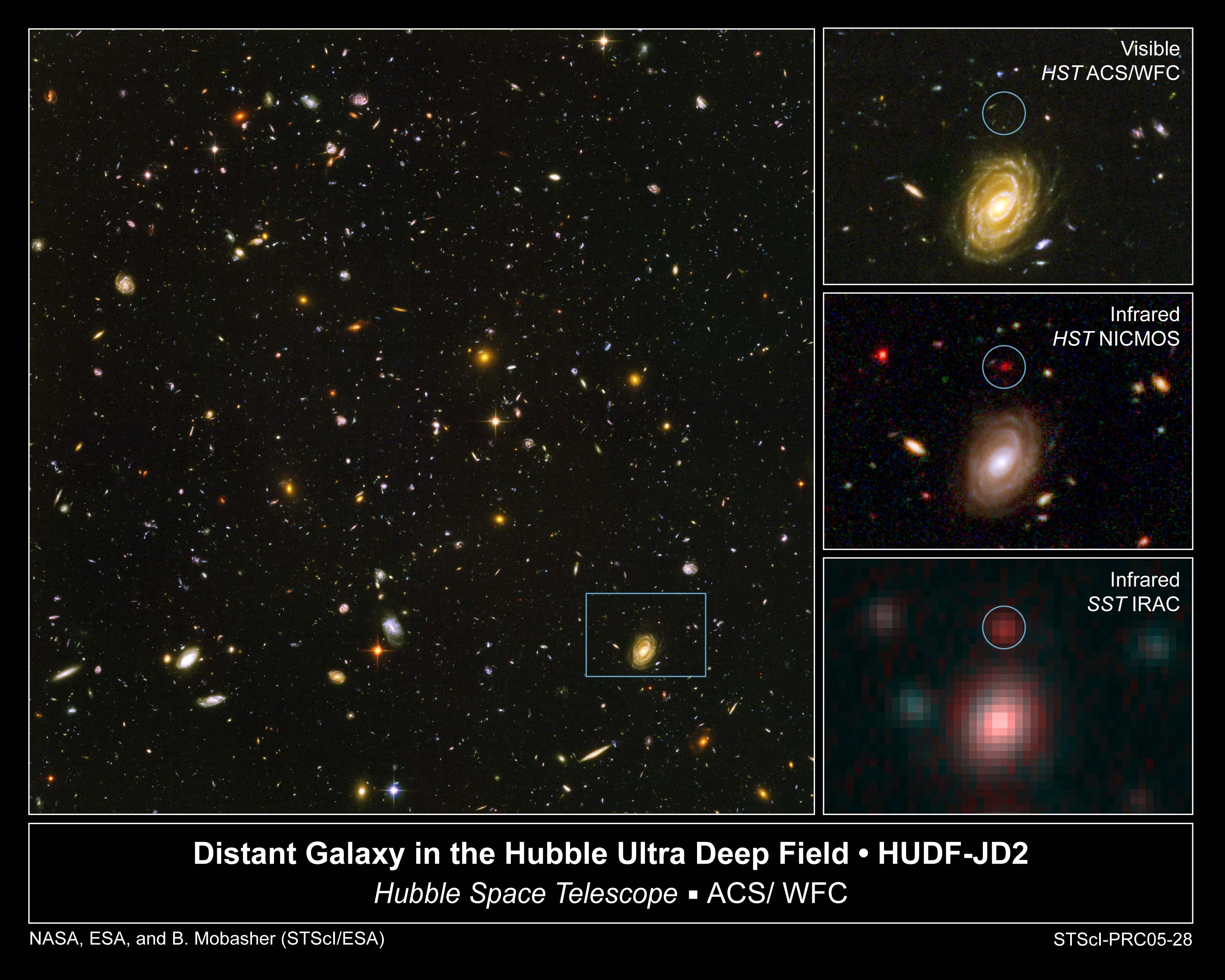
Zur Erforschung von manchen Objekten bietet die Messung des Infrarotbereichs deutliche Vorteile

Die Primärmission war für fünf Jahre, mit einer Verlängerung auf mindestens zehn Jahre, geplant. Da die Flugbahn beim Start weit genauer als erforderlich getroffen wurde und alle Brennphasen zum optimalen Zeitpunkt und mit dem bestmöglichen Ergebnis erfolgten, bleibt mehr Treibstoff übrig als erwartet. Daher kann der Betrieb weit länger als zehn Jahre aufrechterhalten werden.
Die Exoplaneten, welche das JWST untersuchen soll, werden zuvor u. a. vom TESS-Weltraumteleskop aufgespürt.

## Entwicklung, Finanzierungen, Startverschiebungen

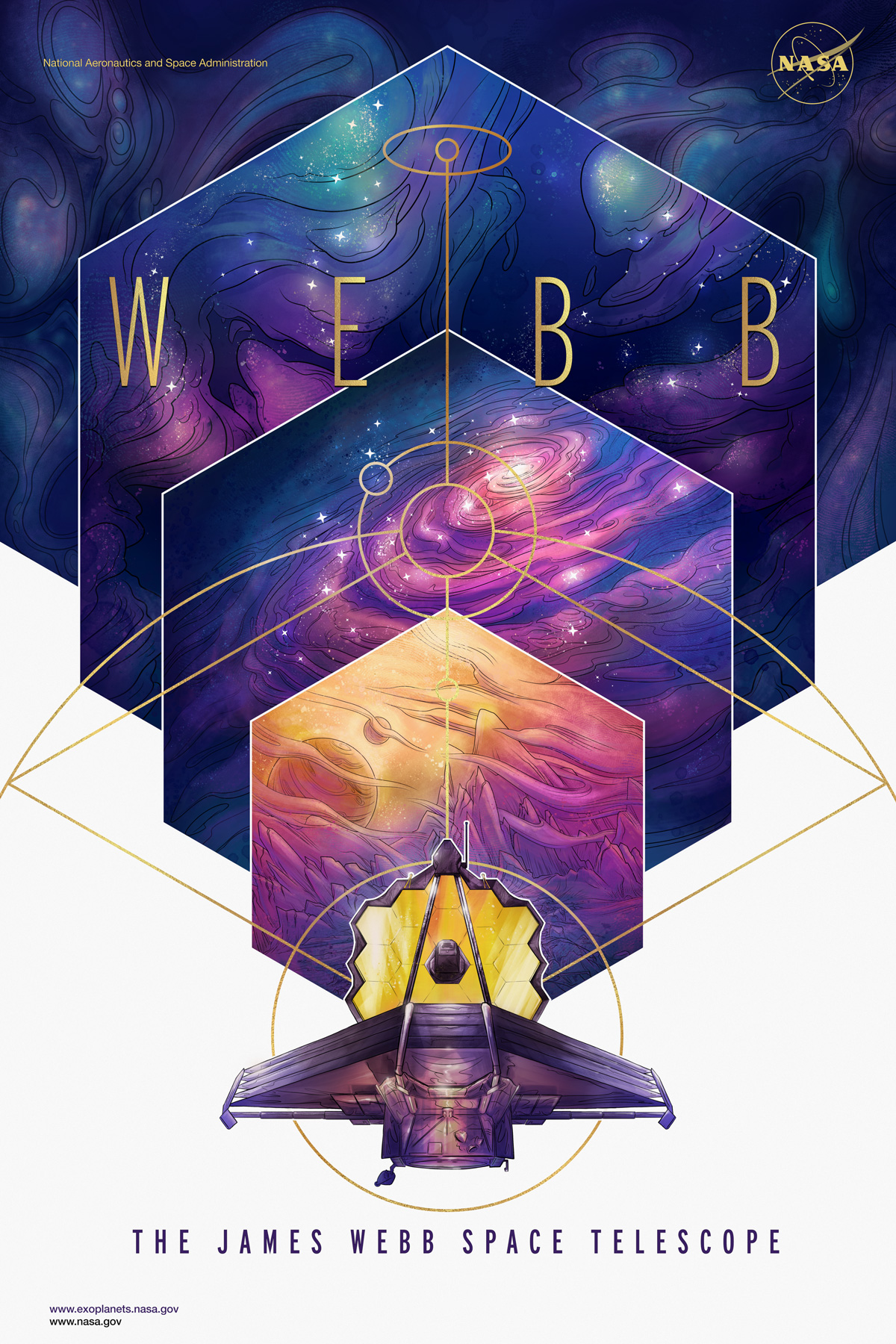
Poster der Webb-Mission

Die NASA, die ESA und die CSA begannen die Kooperation zur Entwicklung des Weltraumteleskops 1996 unter der Bezeichnung Next Generation Space Telescope. Es sollte 2007 gestartet werden. Später war der Start 2014 mit einer Ariane 5 geplant. Der Anteil der Beteiligung der ESA für die Konstruktion und Inbetriebnahme wurde 2003 durch die Mitgliedstaaten bestätigt. Im Jahr 2007 trafen die NASA und die ESA eine offizielle Vereinbarung. Das letzte Segment des Hauptspiegels verließ am 7. Februar 2007 die Fertigung als Rohling, um geschliffen und poliert zu werden.
Für Bau und einen zehnjährigen Betrieb waren die notwendigen 3,3 Milliarden Euro durch die NASA zunächst gesichert. Aufgrund enorm gestiegener Kosten empfahl der Wissenschaftsausschuss des US-Repräsentantenhauses jedoch am 13. Juli 2011, den Bau zu stoppen. Die Baukosten wurden nun von der NASA auf 8,7 Milliarden US-Dollar geschätzt. Es waren bereits etwa drei Milliarden US-Dollar (2,6 Mrd. €) ausgegeben. Etwa 75 % der Komponenten waren beschafft, auch die meisten wissenschaftlichen Instrumente. Alle Elemente des Primärspiegels waren fertiggestellt. Ende 2014 galt die Finanzierung einschließlich der Betriebskosten für die ersten fünf Jahre wieder als gesichert. Ein Start wurde ab 2018 erwartet.
Im November 2015 begann die Endfertigung. Bis Anfang Februar 2016 wurden die 18 Segmente des Primärspiegels installiert. Im November 2016 konnten am Spiegel erste Messungen der optischen Eigenschaften durchgeführt werden. Am 18. Dezember 2015 wurde der Liefervertrag für die Ariane-5-Rakete unterzeichnet. Der Flug war nun für Frühjahr 2019 geplant und wurde dann auf Mai 2020 verschoben, da Qualitätsmängel auffielen, vor allem an den Steuertriebwerken und beim Entfalten des Sonnenschildes. Mehrfach zerrissen Folien des Sonnenschildes. Bei einem Schütteltest fielen Schrauben und Unterlegscheiben aus dem Teleskop. Im Jahr 2018 wurden die Gesamtkosten der Mission auf 9,66 Milliarden US-Dollar geschätzt, davon 8,8 Milliarden US-Dollar an Entwicklungskosten.
Vor dem Start folgten Verschiebungen unter anderem, weil nach dem Transport zum Weltraumbahnhof ein Klemmband locker war und wegen unpassenden Wetters. Bis Dezember 2021 erreichten die Kosten 9,7 Milliarden US-Dollar. Es handelt sich damit um das teuerste wissenschaftliche Projekt in der unbemannten Raumfahrt.
Die ESA trägt rund 300 Millionen Euro bei, anteilig getragen von Belgien, Dänemark, Deutschland, Finnland, Frankreich, Griechenland, Großbritannien, Irland, Italien, Luxemburg, den Niederlanden, Norwegen, Österreich, Portugal, Spanien, Schweden, der Schweiz und Tschechien. Darin sind die Startkosten der Ariane-5-Rakete, das NIRSpec-Instrument, die optische Bank für das MIRI-Instrument und Personal (Astronomen der ESA) im Missionszentrum (Space Telescope Science Institute) in Baltimore enthalten. Insgesamt rechnet die ESA für den eigenen Anteil mit Kosten im Rahmen einer Medium-(M-Klasse)-Mission. ESA-Astronomen erhalten daher mindestens 15 % der Beobachtungszeit zugeteilt.
Die kanadische CSA stellt den Fine-Guidance-Sensor und den Near-Infrared-Imager-Slitless-Spektrographen sowie Personal zum Betrieb des Teleskops bereit.

## Missionsverlauf

### Startvorbereitung

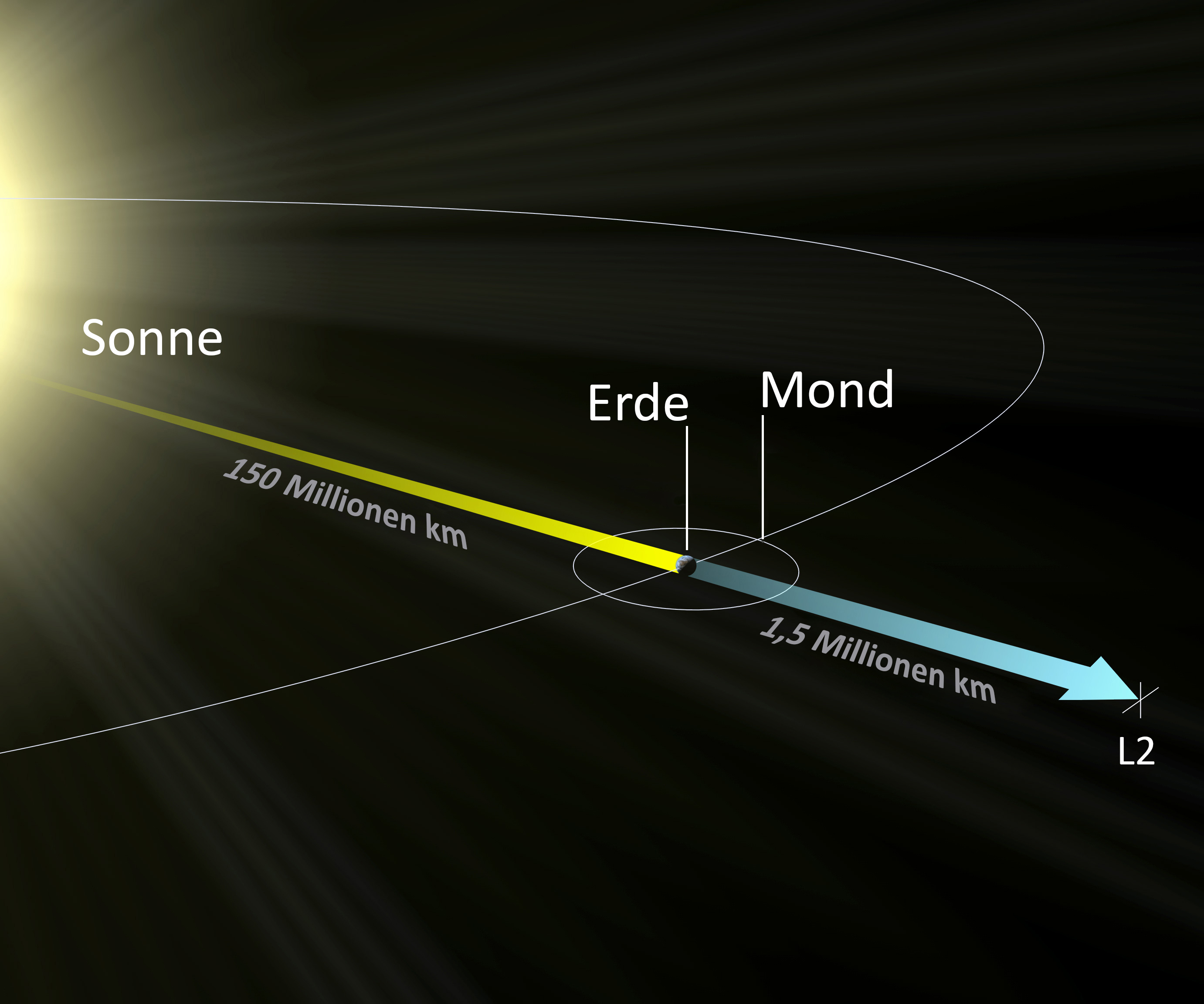
Das Ziel der Reise: der äußere Lagrange-Punkt L2 von Sonne-Erde

Im Sommer 2021 wurde das Teleskop in Long Beach bei Northrop Grumman letzten Tests unterzogen und in einen Spezialbehälter verpackt, der einen transportablen Reinraum darstellte. Ende September 2021 wurde es auf das Schiff MN Colibri verladen, das zum Raumfahrtzentrum Guayana bei Kourou auslief. Damit Piraten das Schiff nicht kaperten, um Lösegeld zu erpressen, und um Sabotageakte zu verhindern, wurden Details über den Transport nicht medial verbreitet. Ein Transport im Flugzeug kam nicht infrage, da in Französisch-Guayana die Brücken zwischen Flughafen und Startbasis für solch schwere Lasten nicht ausgelegt sind. Am 12. Oktober kam das Teleskop am Hafen Pariacabo bei Kourou an.
Die Nutzlastverkleidung der Ariane-5-Trägerrakete wurde für das Teleskop modifiziert, weil bei vorherigen Starts der Rakete potenziell schädliche Vibrationen auffielen. Die Nutzlastverkleidung hatte nun 28 Entlüftungsöffnungen, um den Druckausgleich während der Startsequenz zu gewährleisten. Das Teleskop wurde für den Transport in der Rakete zusammengefaltet. Die Gesamtmasse betrug beim Start mit Treibstoff etwa 6,2 Tonnen. Der Schwerpunkt des zusammengefalteten Teleskops lag nicht auf der Rotationsachse der Rakete; zum Ausgleich musste Ballast mitgeführt werden.

### Start, Entfaltung und Reise zu L2

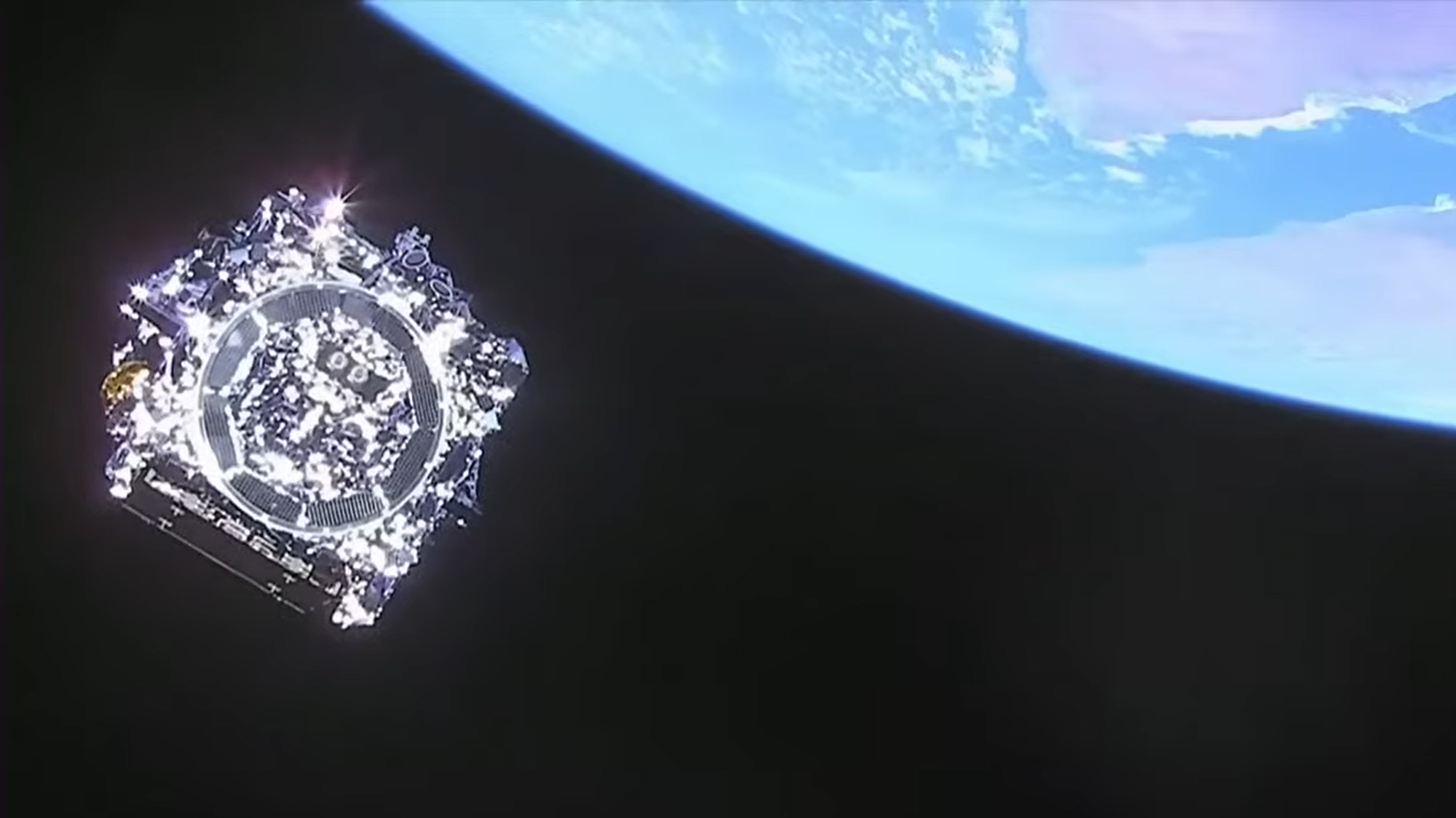
Von der abgetrennten Raketenstufe aufgenommenes Foto des zusammengefalteten JWST (Bodenansicht). Im Hintergrund die Erde mit dem Golf von Aden.

Die Ariane-Rakete startete am 25. Dezember 2021 um 12:20 UTC vom Raumfahrtzentrum Guayana in Französisch-Guayana. Beide Raketenstufen brachten das Teleskop auf Geschwindigkeit, mit Kurs auf den 1,5 Millionen Kilometer entfernten Lagrange-Punkt L2 von Erde und Sonne. Die modifizierte Ariane ging nach dem Abstoßen der Verkleidung, drei Minuten nach dem Start, in eine langsame Rotation über, um Webb vor einer einseitigen Sonnenbestrahlung und Überhitzung zu schützen. Zehn Minuten nach dem Start wurde die  Hauptstufe abgetrennt und das Teleskop befand sich weitere 17 Minuten an der kryogenen ESC-A-Oberstufe, ehe es sich auch von dieser löste. Vom Start bis zur Abtrennung von der Trägerrakete hatte die französische Raumfahrtagentur CNES die Ariane 5 von Bodenstationen in Kourou, auf der Insel Ascension (im Südatlantik), in Natal (Brasilien), Libreville (Gabun) und Malindi (Kenia) aus nachverfolgt. Unmittelbar nach der Abtrennung des JWST von der ESC-A-Oberstufe der Ariane 5 übernahm ESTRACK, das Tracking-Bodenstationsnetzwerk der ESA, und verfolgte das JWST durch die frühe Orbitphase hindurch. Hierfür wurden die ESA-Bodenstation in Malindi (Kenia) und das Stationsnetzwerk der NASA genutzt. 31 Minuten nach dem Start öffneten sich die Solarpaneele zur Energieversorgung.
Zum Zeitpunkt der Abschaltung des Triebwerks der ESC-A-Oberstufe hatte das JWST seine größte Geschwindigkeit von 9,90 km/s erreicht. Danach sank die Geschwindigkeit kontinuierlich, weil das JWST in der meisten Zeit ohne Antrieb in Gegenrichtung zu den Gravitationskräften von Sonne und Erde flog. Bereits nach wenigen Tagen war die Geschwindigkeit auf unter 1 km/s abgesunken.
Zwölf Stunden nach dem Start zündeten die Triebwerke für das MCC-1a (Mid-Course Correction) Manöver und feuerten über 65 Minuten für ein {\displaystyle \Delta v} von 20 m/s. Mit dieser Schub-Korrektur („thrust correction“) wurde eine präzise Geschwindigkeitserhöhung erreicht. Da die Gesamtbeschleunigung der Ariane-Rakete aufgrund der großen Massen und großen Schubkraft nicht so präzise wie erwünscht eingestellt werden konnte, wurde sie absichtlich etwas zu gering gewählt. Für ein dadurch vermiedenes Bremsmanöver hätte sich die Sonde sonst um 180° drehen müssen, was die empfindlichen Instrumente dem Sonnenlicht ausgesetzt hätte und dazu hätte führen können, sie zu überhitzen und irreparabel zu beschädigen. Einen Tag nach dem Start wurden die beiden Richtantennen ausgefahren. Nach ungefähr zweieinhalb Tagen erfolgte am 27. Dezember eine neun Minuten und 27 Sekunden lange Brennphase MCC-1b mit einem {\displaystyle \Delta v} von 2,8 m/s.
Die komplizierte Entfaltung des Sonnenschilds zog sich über mehrere Tage hin. 2,7 Tage nach dem Start wurden die beiden Hauptträger für das Sonnensegel ausgeklappt. Um das JWST nach dem Ausfahren der Hauptträger vor Instabilität wegen des Sonnenwindes zu schützen, wurden Trimmklappen an den Hauptträgern des Sonnenschilds ausgefahren. Am vierten Tag nach dem Start wurde das Teleskop angehoben, um es von den übrigen Teilen wie Antrieb und Versorgungseinheit thermisch abzukoppeln. Sechs bis sieben Tage nach dem Start wurden die Schutzhüllen der Folien geöffnet, die beiden teleskopischen Seitenmasten zum Entfalten des Sonnenschilds ausgeschoben und damit einhergehend der Sonnenschild entfaltet. Vom siebten bis zum zehnten Tag nach dem Start wurden die Folien gestrafft und separiert, so dass zwischen jeder Lage ein Zwischenraum zur Wärmeabfuhr entstand. Nach elf Tagen wurde der Sekundärspiegel ausgeklappt. Einen Tag später wurden die Kühlelemente der Instrumente hinter dem Primärspiegel ausgefahren. Am dreizehnten und vierzehnten Tag wurden die Seitenteile des Hauptspiegels in die Endposition ausgeklappt und verriegelt. Damit war die Entfaltung am 8. Januar 2022 abgeschlossen.
Beim Start waren die 18 Segmente des Primärspiegels zur Sicherheit verriegelt gewesen. Ab dem 15. Tag nach dem Start waren die Segmente so weit abgekühlt, dass erste Ausrichtungstests ausgeführt werden konnten. Dann wurden sie um ca. 12,5 mm aus ihrer Parkkonfiguration mit etwas mehr als 1 mm pro Tag ausgefahren; dieser Prozess dauerte ungefähr vom 18. bis zum 28. Tag. Erst als alle Teile des Teleskops in einem thermischen Gleichgewicht waren, konnte mit der genauen Ausrichtung der Segmente begonnen werden.
Am 24. Januar 2022, nach einem 29,5 Tage andauernden Flug, wurden die Triebwerke für die Brennphase MCC-2 knapp fünf Minuten gezündet, um mit einem {\displaystyle \Delta v} von 1,6 m/s die Bahn von Webb ein letztes Mal zu korrigieren und in die Umlaufbahn um den Lagrange-Punkt L2 zu gelangen. Zum ersten Mal wurden nun auch die Hauptantenne und der Ka-Band-Sender in Betrieb genommen.

### Umlaufbahn um L2
Das Teleskop kreist bei einer Geschwindigkeit von 202 Metern pro Sekunde (727 km/h) in einem Halo-Orbit um den äußeren Lagrange-Punkt L2 im System Erde-Sonne, etwa 1,5 Millionen km über der Nachtseite der Erde. Die störende Infrarotstrahlung von Sonne, Erde und Mond trifft aus der gleichen Richtung auf das Teleskop und kann wirksam abgeschirmt werden. Außerdem sind, anders als in einem niedrigen Erdorbit, lange ununterbrochene Belichtungs- und Beobachtungszeiten möglich. Wichtig ist, die Sonde dauerhaft außerhalb des Erd- oder Mondschattens zu halten, damit die Stromversorgung durch die Solarzellen und die thermische Stabilität gewährleistet bleibt.
Ein weiterer Vorteil der Umlaufbahn um L2 ist, dass das Teleskop kaum gefährdet ist, von Weltraummüll getroffen zu werden. Ein Nachteil ist die im Vergleich beispielsweise zum Hubble-Teleskop große Entfernung zur Erde, was den Einsatz des Deep Space Networks zur Kommunikation notwendig macht.
Der Abstand zu L2 schwankt zwischen 250.000 km und 832.000 km. Der gewählte Orbit war vom Startfenster innerhalb des synodischen Monats abhängig und ergab sich somit erst nach dem Start. Ein Umlauf braucht ungefähr sechs Monate. Dabei muss alle 21 Tage durch Raketentriebwerke korrigiert werden, um den Orbit stabil zu halten.

### Betrieb
Für die gleichmäßige Abkühlung aller Komponenten bis auf Betriebstemperatur, die Funktionstests, die Kalibrierung der Instrumente und die Feinjustierung der Spiegel waren ab Start sechs Monate Vorbereitungszeit angesetzt; für Mitte 2022 wurden die ersten wissenschaftlichen Daten erwartet.
Zur Inbetriebnahme mussten mindestens 300 Mechanismen funktionieren; davon entfielen – je nach Definition – zwischen 144 und 178 auf die Entfaltung des JWST. Diese Mechanismen lassen sich auf 59 „kritische Vorgänge“, von denen das Gelingen der Mission abhängt, zusammenfassen. Das Teleskop ist vom Design her nicht für Reparatur- oder Wartungsarbeiten ausgelegt.
Um sicherzustellen, dass die Beobachtungen nicht von der Infrarotstrahlung (Wärmestrahlung) des Teleskops und der Instrumente selbst gestört werden, müssen diese Bauteile dauerhaft unter 50 Kelvin (−223 °C) gehalten werden und insbesondere vor Sonnenstrahlung geschützt sein. Der 21,2 m × 14,2 m große Sonnenschild schirmt sie gegen Sonne, Erde und Mond ab. Das MIRI (Mid Infrared Instrument) wird zusätzlich aktiv auf unter 6 K (−267 °C) gekühlt. Am 13. April 2022 wurde gemeldet, dass das Instrument die Betriebstemperatur erreicht und alle Funktionstests bestanden hat und danach anhand bekannter Objekte kalibriert wird.
Für Beobachtungen wird das ganze Observatorium auf das Himmelsobjekt ausgerichtet. Da sich der Sonnenschild immer zwischen der Sonne und der Optik befinden muss, kann das JWST jedoch nicht frei um alle drei Achsen gedreht werden. Nur ein ringförmiger Ausschnitt von etwa 39 % des Himmels ist zu einem bestimmten Zeitpunkt beobachtbar. Da sich das Teleskop zusammen mit der Erde um die Sonne bewegt, ist jedoch auf Dauer der gesamte Himmel im Blickfeld, wobei die Umgebung der beiden Pole der Ekliptik das ganze Jahr über beobachtet werden kann.
Zum Ausrichten der Spiegelsegmente wurde als erstes Ziel HD 84406 im Großen Bären ausgewählt, ein Stern in 260 Lichtjahren Entfernung mit einer Magnitude von 6,7. Später wurde auf einen lichtschwächeren Stern gewechselt (2MASS J17554042+6551277, Magnitude 11). Am 16. März 2022 konnte die Kalibrierung auf die NIRCam erfolgreich abgeschlossen werden.
Am 12. Juli 2022 wurden die ersten wissenschaftlichen Bilder aufgenommen.

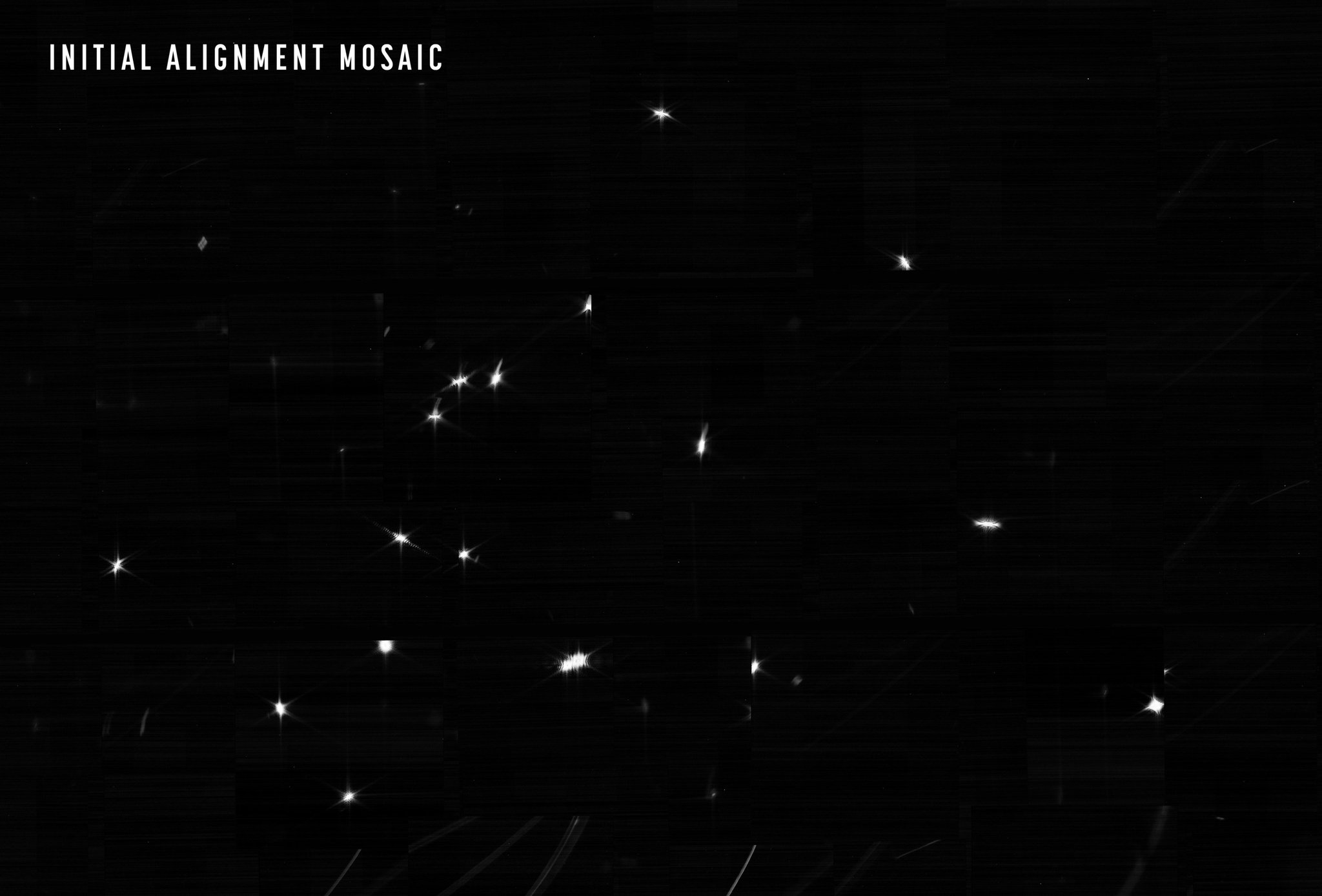
Erste Aufnahme des Sterns HD 84406 vom 11. Februar 2022. Da die Spiegel zu diesem Zeitpunkt noch nicht perfekt ausgerichtet waren, erzeugte jedes der 18 Segmente ein separates Bild des Sterns.
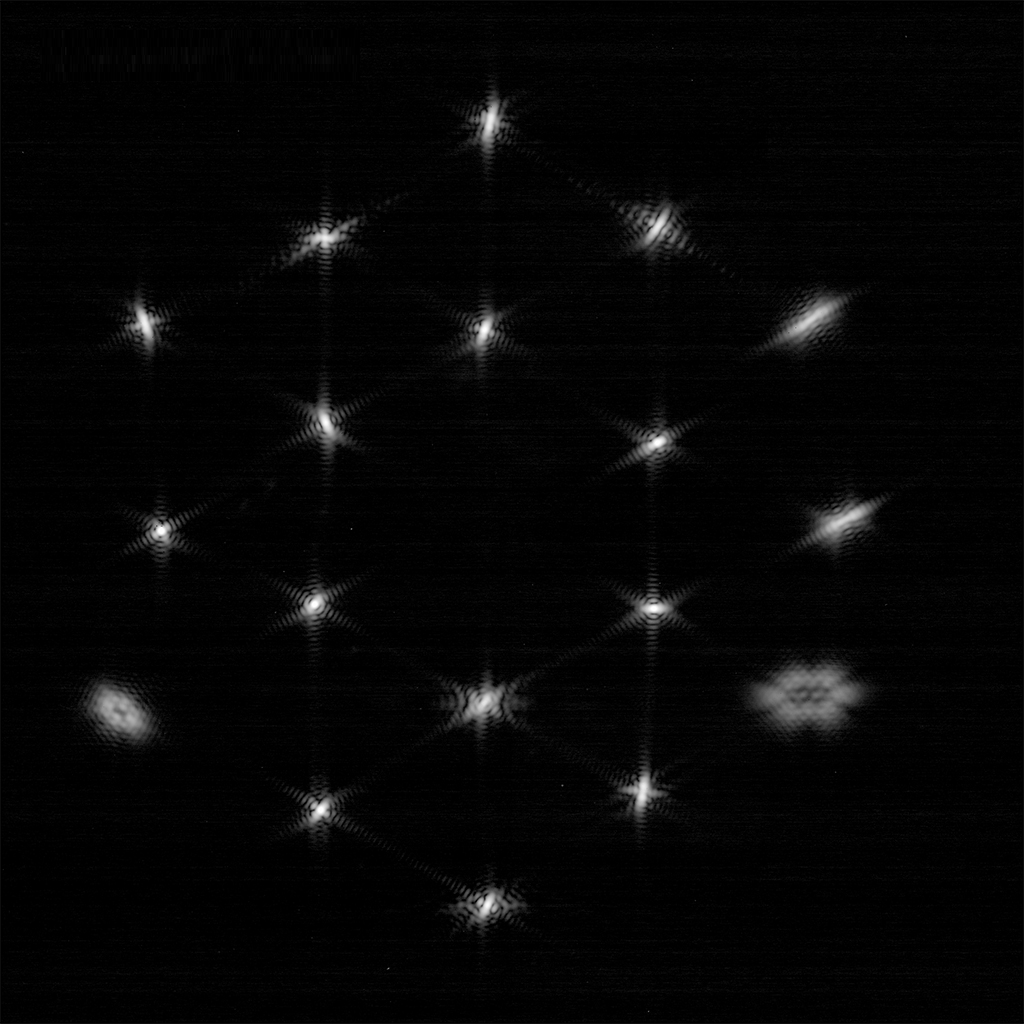
Aufnahme vom 18. Februar 2022 nach einer ersten Ausrichtungsphase der Spiegel. Die 18 Bilder des Sterns sind wie die einzelnen Segmente angeordnet, um nun mit der Fokussierung zu beginnen.
Um das gesamte Licht an einem einzigen Ort zu bündeln, mussten alle Segmentbilder aufeinander gelegt werden. Im Bildstapelschritt wurden die einzelnen Segmentbilder so verschoben, dass sie genau in die Mitte des Felds fielen, um ein einheitliches Bild zu erzeugen.
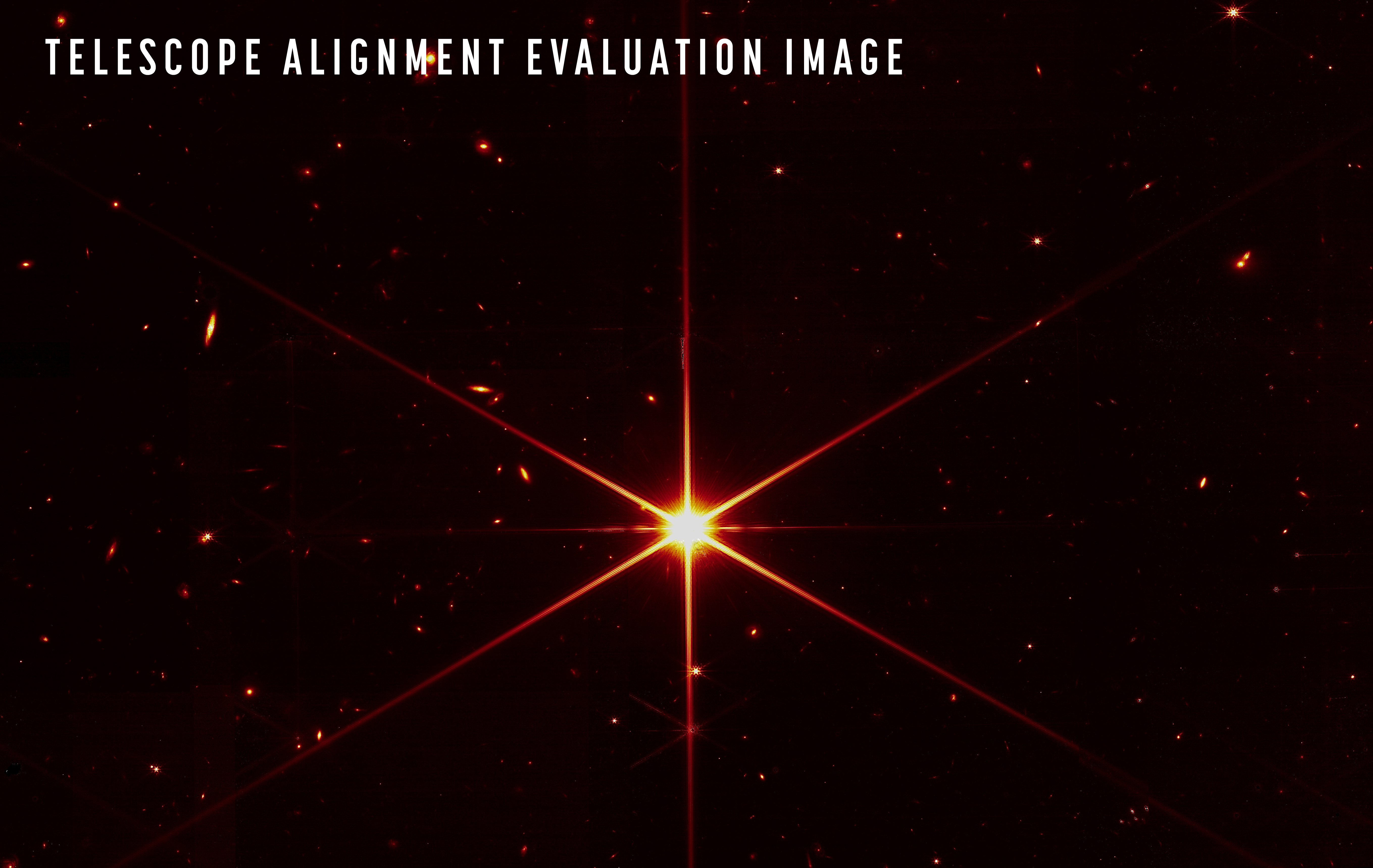
Erste Aufnahme des Sternes 2MASS J17554042+6551277 vom 13. März 2022 mit diversen Galaxien im Hintergrund
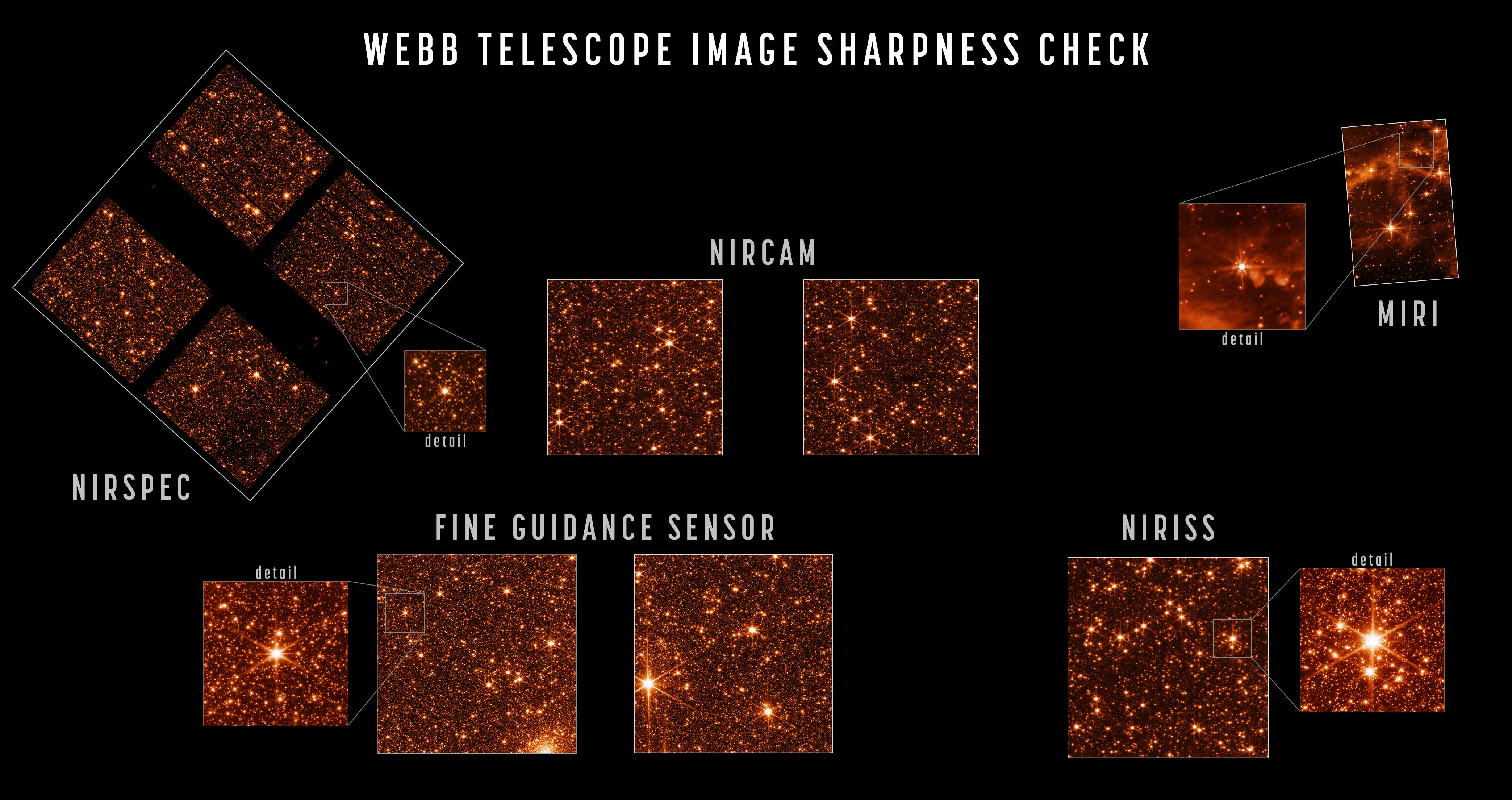
Testbild vom 28. April 2022 gegen Ende der Kommissionierungsphase

#### Schäden durch Mikrometeoroiden
Laut einer NASA-Mitteilung vom Juni 2022 haben mehrere Mikrometeoroiden den Spiegel des JWST leicht beschädigt. Eigenen Angaben zufolge hatte die NASA solche Schäden zwar einkalkuliert, die Stärke eines Einschlags in das Spiegelsegment C3 übertraf jedoch die Erwartungen um den Faktor 120. Das JWST arbeitet immer noch auf einem Niveau, das alle Missionsanforderungen übertrifft, und der Schaden kann durch eine Neujustierung der Spiegelsegmente sowie durch Fehlerrechnung ausgeglichen werden. Die Auswirkungen dieser Schäden sind minimal und das Teleskop bleibt innerhalb seiner Konstruktionsspezifikationen.

### Beobachtungszeiten

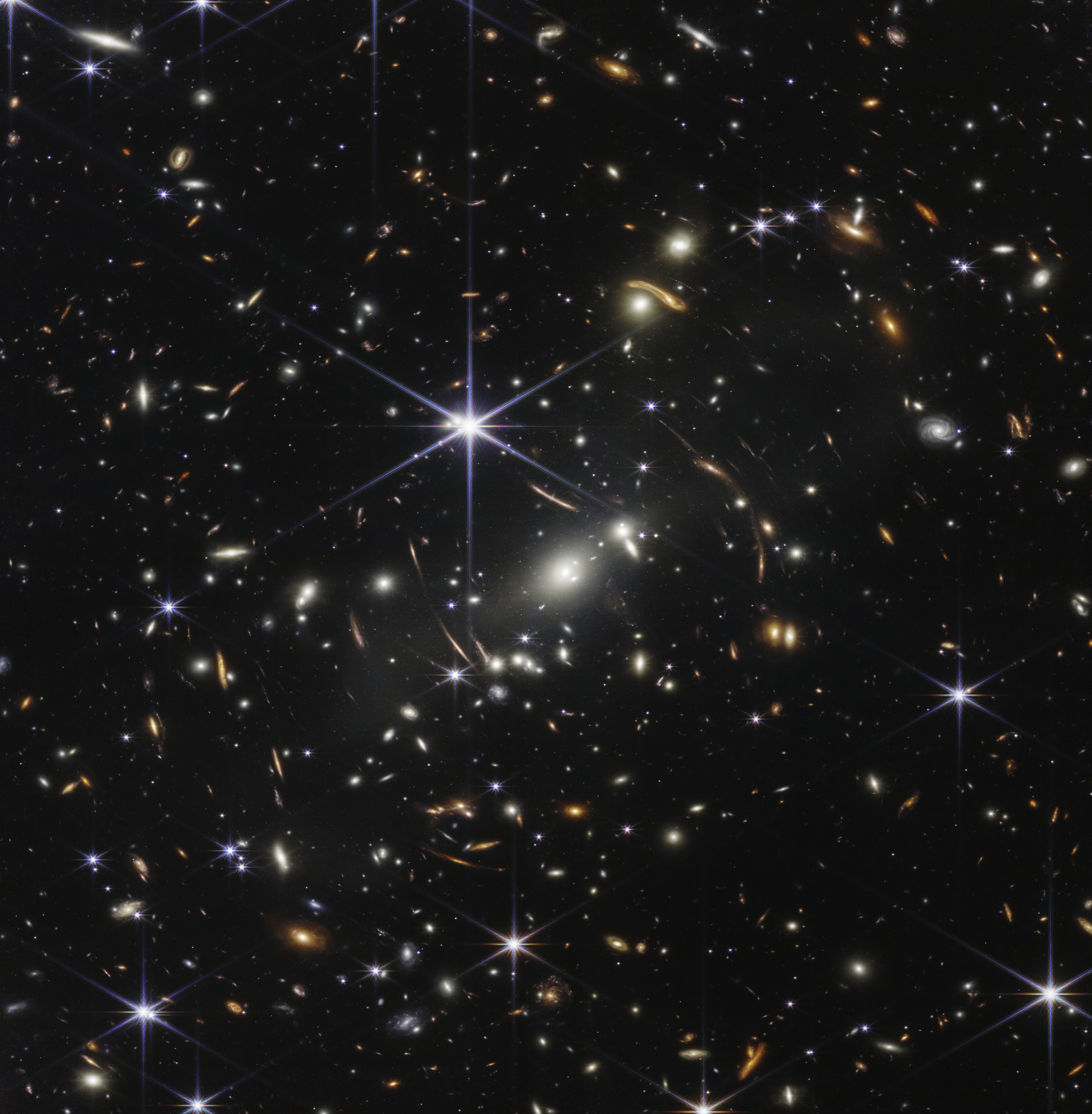
Erste veröffentlichte Aufnahme nach Betriebsbeginn des Teleskops, veröffentlicht am 11. Juli 2022. Die als Webb’s First Deep Field bezeichnete Aufnahme zeigt den Galaxienhaufen SMACS J0723.3-7327 sowie die durch seine Gravitationslinse vergrößerten Objekte dahinter.

Ein Drittel der Beobachtungszeit ist von Anfang an fest an Early Release Science and Guaranteed Time (GTO) Programme vergeben. Diese Beobachtungszeiten werden von den beteiligten Weltraumorganisationen gemäß einem Schlüssel zugewiesen. Eine gewisse Zeit ist immer für die Beobachtung von unvorhergesehenen Ereignissen reserviert. Zwei Drittel der Beobachtungszeit sind frei zu vergeben. Für den ersten Beobachtungszyklus mit über 6000 Stunden wurden 1172 Anträge aus 44 Ländern geprüft. Die Auswahl der Projekte wird von einem internationalen Gremium von Astronomen in verschiedenen Arbeitsgruppen entschieden, die jeweils die interessantesten davon auswählen. Die Vergabe geschieht dabei in einem Doppel-Blind-Verfahren. Weder wissen die Einreicher der Projekte, welche Wissenschaftler die Auswahl treffen, noch wissen die Wissenschaftler, von wem, oder aus welchem Land ein Projekt eingereicht wird. Die ESA hat sich das Mitspracherecht gesichert; Wissenschaftler aus den ESA-Staaten sind daher in allen Gremien vertreten. Von den 266 ausgewählten Projekten stammen 33 % von ESA-Mitgliedsstaaten, die 30 % der Beobachtungszeit belegen. Von den ausgewählten Projekten werden 41 % primär das NIRSpec- und 28 % das MIRI-Instrument benutzen.
Am 11. und 12. Juli 2022 präsentierten NASA, CSA und ESA erste Aufnahmen nach Betriebsbeginn des JWST. Die erste veröffentlichte Aufnahme nach Herstellung der Betriebsbereitschaft war das Webb’s First Deep Field.

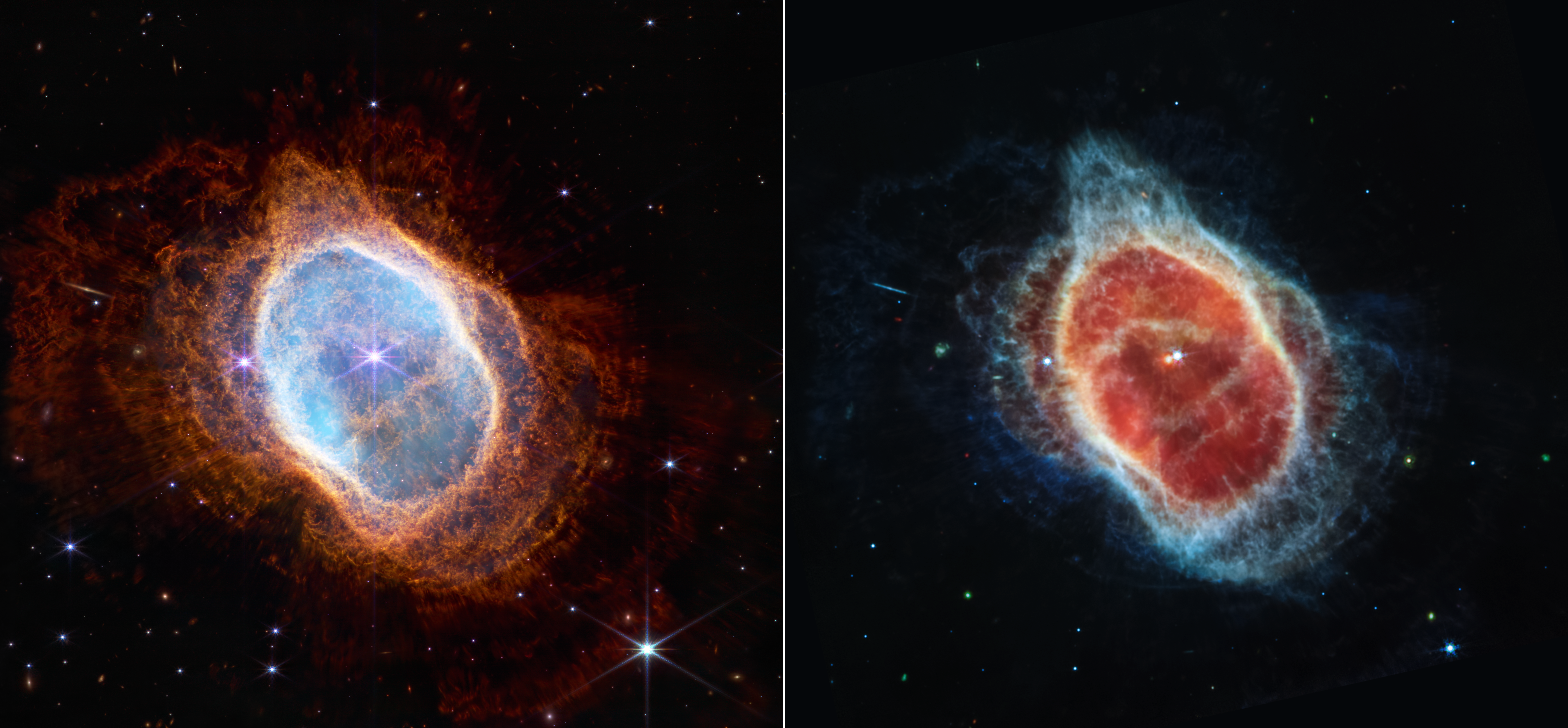
Aufnahme des planetarischen Nebels NGC 3132 („Südlicher Ringnebel“) mit NIRCAM (links) und MIRI (rechts), veröffentlicht am 12. Juli 2022.
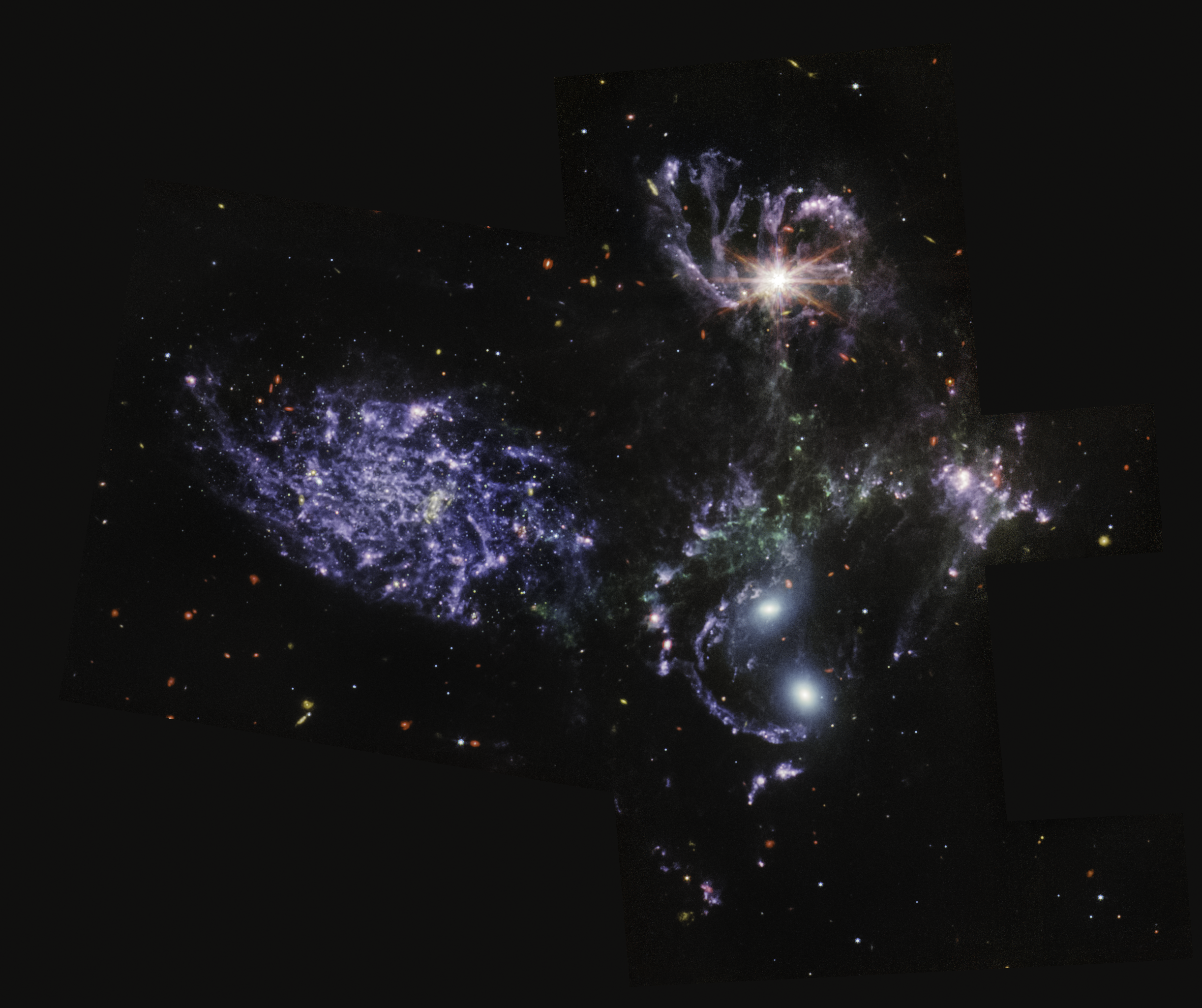
Durch MIRI entstandene Aufnahme von Stephans Quintett. Vier der Galaxien stehen miteinander in Wechselwirkung. Veröffentlicht am 12. Juli 2022.
Aufnahme von Stephans Quintett, die eine Zusammensetzung zweier Aufnahmen von NIRCam und MIRI ist. Veröffentlicht am 12. Juli 2022.
Aufnahme des Sternentstehungsgebiets NGC 3324 im Carinanebel, veröffentlicht am 12. Juli 2022.
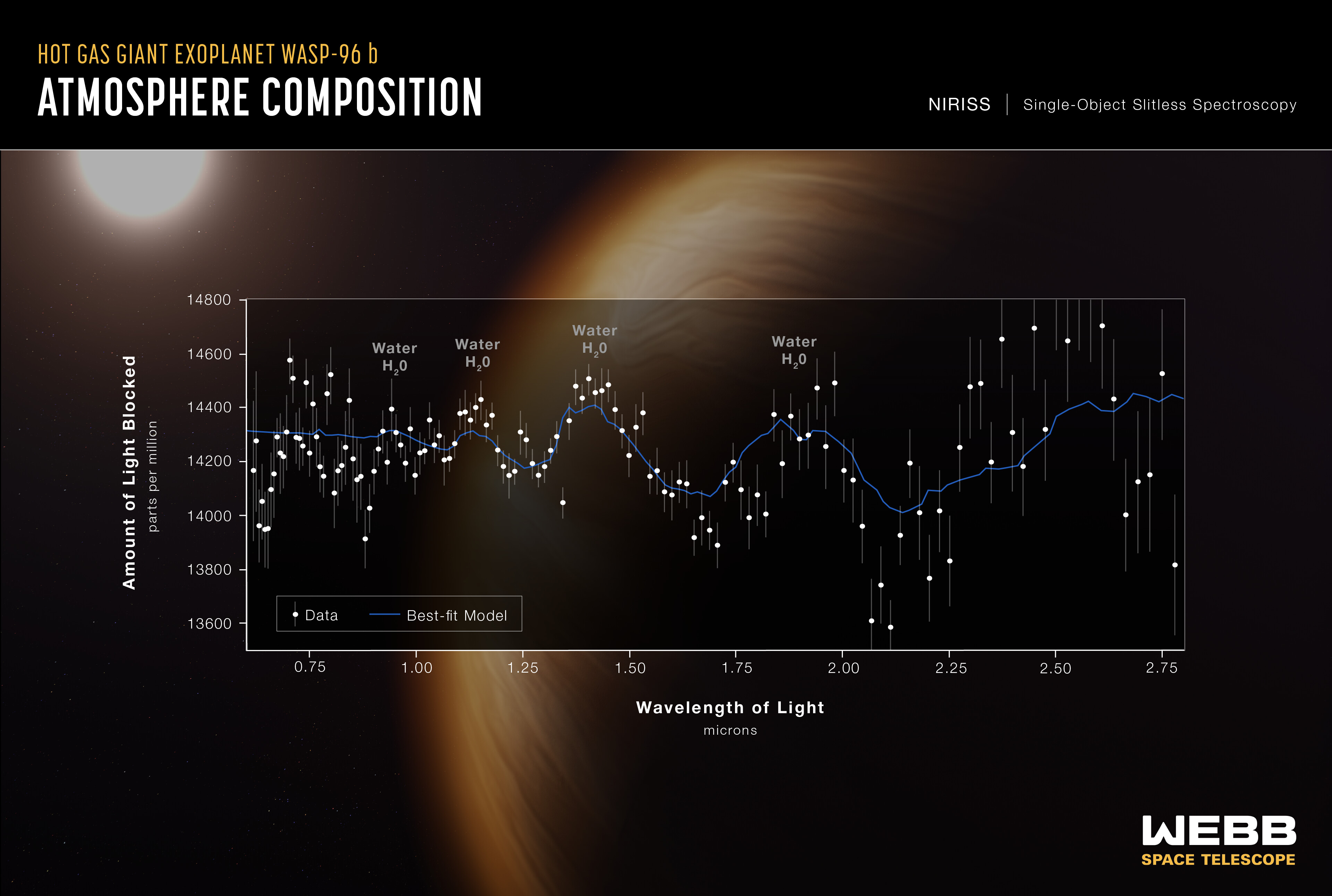
Analyse der Atmosphäre des Gasplaneten WASP-96b, die das Vorhandensein von Wasser bestätigt und Hinweise auf Dunst und Beweise für Wolken in der Atmosphäre des Planeten liefert. Zuvor war davon ausgegangen worden, dass der Planet wolkenlos sei.

### Entdeckungen (Auswahl)
Während der Mission wurden mehrere Galaxien aus der Zeit etwa 300 Millionen Jahre nach dem Urknall, also von vor etwa 13,5 Milliarden Jahren, entdeckt. Sie sind damit die ältesten und zugleich die am weitesten entfernten Galaxien, die jemals entdeckt wurden. Ihr Licht brauchte 13,5 Milliarden Jahre, bis es bei uns ankam; das Teleskop erblickte sie also im damaligen Zustand. Die am weitesten entfernte und damit älteste jemals aufgefundene Galaxie ist die im Mai 2024 durch das Teleskop entdeckte Galaxie JADES-GS-z14-0. Sie war wie auch die anderen entdeckten Galaxien deutlich heller, schwerer und größer als zuvor für damalige Verhältnisse angenommen. Seither wird deswegen vermehrt das bisherige Standardmodell der Kosmologie angezweifelt.
Im Mai 2024 entdeckte das Teleskop im Galaxiesystem ZS7 den am weitesten entfernten bisher bekannten Zusammenschluss zweier schwarzer Löcher. Er geschah 740 Millionen Jahre nach dem Urknall und lief ebenfalls schneller ab als zuvor für damalige Verhältnisse angenommen.
Im Juni 2023 wurde verkündet, dass in der zwölf Milliarden Lichtjahre entfernten Galaxie SPT0418-47 organische Moleküle entdeckt wurden.

## Aufbau

Unterseite mit der kastenförmigen Versorgungseinheit, Adapterring und Trimmklappe

Das JWST besteht aus der Versorgungseinheit, dem Sonnenschild, dem Teleskop und mehreren Instrumenten als Nutzlast.

### Versorgungseinheit

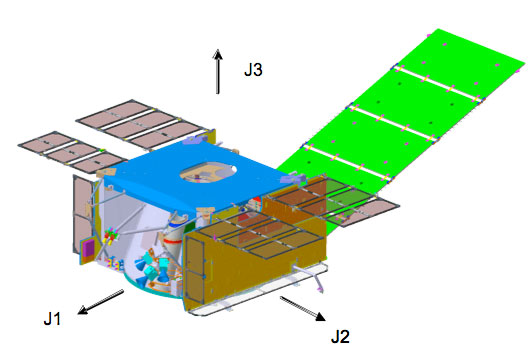
Die Versorgungseinheit mit Energieversorgung, Antrieb, Steuerungssystem, Wärmeregulierung (grün), Lagekontrolle und Kommunikationssystem

Die Versorgungseinheit (offizielle Bezeichnung: Spacecraft Bus) stellt die Technik für die grundlegenden Funktionen für den Betrieb der Sonde bereit. Untergebracht ist sie in einer Box aus Kohlefaserverbundmaterial. Sie besitzt einen Adapterring, mit der das Teleskop auf der Trägerrakete befestigt wurde. Alle elektronischen Komponenten und stromführenden Teile sind gegen Weltraumstrahlung gehärtet und entsprechend gegen einschlagende Staubpartikel und geladene Teilchen abgeschirmt.

#### Energieversorgung
Die Sonde verfügt über Solarmodule mit einer Leistung von 2000 W über die Missionszeit und Akkumulatoren zur Stromversorgung auf der heißen Seite. Dabei sind die Alterung der Solarzellen und mögliche sich akkumulierende Schäden durch Mikrometeoroiden sowie der Ausfall einzelner Zellen oder Stränge berücksichtigt.

#### Lagekontrolle
Die Sonde ist dreiachsenstabilisiert und hat zur Lagekontrolle Sonnensensoren, drei Sternsensoren, Hemispherical-Resonator-Gyroskope, sechs Reaktionsräder und Steuerdüsen. Die Sternsensoren haben ein Gesichtsfeld von etwa 16° und einen 512 × 512-Pixel-Sensor. Sie sind im Winkel von 45° zur Teleskopachse und gegeneinander angeordnet. Die beobachteten Sterne mit einer Magnitude bis 6 werden mit einer gespeicherten Sternkarte verglichen und daran wird die Raumausrichtung in drei Achsen erkannt. Die Ausrichtung der Teleskopachse geschieht durch Ausrichtung der gesamten Sonde. Die Ausrichtung der Teleskopachse anhand der Lagekontrolle liegt dabei im Bereich von 8″, noch bevor ein Leitstern erfasst ist und die Feinregulierung eingesetzt wird. Die Feinregulierung, die über einen beweglichen Spiegel ermöglicht wird, ist ein Teil des Teleskops und der Instrumente und nicht Teil der Lagekontrolle.

#### Kommunikationssystem
Zwei ungerichtete Rundstrahlantennen mit Halbkugelcharakteristik im S-Band für Telemetrie, Tracking und Kommandoübertragung dienen der Entfernungs- und Positionsbestimmung. Die Kommunikation über diese Antennen kann zu jeder beliebigen Zeit und in jeder Raumlage stattfinden, solange Sichtkontakt zu einer Bodenstation besteht. Die mögliche Datenrate reicht für einfache Steuerbefehle.
Eine Antenne mit 20 cm Durchmesser, die in gleicher Richtung wie die Haupt-Parabolantenne montiert ist, dient der Datenübertragung mit bis zu 40 kbit/s im S-Band. Die Datenrate kann im Downlink (2,2…2,3 GHz, Sendeleistung 6 Watt) für Telemetrie zwischen 0,2 und 40 kbit/s und im Uplink (2,025…2,12 GHz) für Kommandos 2 bis 16 kbit/s betragen. Während der Einrichtzeit und in der Arbeitsphase wird das S-Band benutzt; es dient auch zur Notfallkommunikation. Im Gegensatz zum Ka-Band wird die Übertragung der Daten bei dieser Frequenz kaum durch schlechtes Wetter beeinflusst.
Über eine bewegliche 60-cm-Parabolantenne zur Kommunikation im Ka-Band (26 GHz) erfolgt die Übertragung der Wissenschaftsdaten. Diese Antenne kann aus jeder Lage, auch während der Beobachtungen, in Richtung Erde gerichtet werden. Die Antenne muss ungefähr alle 2 Stunden und 45 Minuten neu ausgerichtet werden, somit ist dieses die maximale Integrationszeit für Beobachtungen während der Datenübertragung und für spezielle Aufgaben, die während der Beobachtungszeit eine gleichzeitige Datenübertragung benötigen. Die Übertragung ist wahlweise mit einer Datenrate von 7, 14 oder 28 Mbit/s möglich. Normalerweise wird die höchste Datenrate benutzt, sie kann aber reduziert werden, wenn schlechte Wetterbedingungen an der Empfangsstation herrschen. Es ist eine vierstündige Datenübertragungsphase alle zwölf Stunden vorgesehen. Jeder vierstündige Kontakt kann im Normalbetrieb mindestens 28,6 GB Daten übermitteln. Für den Downlink sind im regulären Betrieb die drei Antennenstationen des Deep Space Networks in Goldstone, Canberra und Madrid vorgesehen.

#### Kontrollsystem
Das Kontrollsystem besteht aus dem Bordcomputer und einem Solid-State-Drive. Dieser Speicher hat eine Kapazität von 58,9 GB, ist ausgelegt für die in 24 Stunden anfallende Datenmenge und enthält sowohl die wissenschaftlichen Daten als auch die Daten aus der Versorgungseinheit. Zur Datenübertragung zwischen den Hauptkomponenten wird SpaceWire benutzt.

#### Antrieb und Treibstofftanks
Die Antriebe sind an der Versorgungseinheit angebracht. Ihr Treibstoff ist für mindestens zehn Jahre Betrieb und das halbe Jahr Vorbereitungszeit ausgelegt.
- Zwei Paare Secondary Combustion Augmented Thrusters (SCAT). Sie waren in den Tagen nach dem Start im Einsatz und dienen dem Einschwenken und der regelmäßigen Bahnkorrektur am L2-Punkt. Eines der Triebwerke in jedem Paar ist redundant. Die Triebwerke verwenden Hydrazin (N2H4) und Distickstofftetroxid (N2O4) als Oxidator. Zwei Heliumtanks setzen die Komponenten unter Druck.[60]
- Acht Mono-propellant Rocket Engines (MRE-1) ermöglichen die Lagekontrolle und die Entsättigung der Reaktionsräder: Der Sonnenwind verursacht ein Drehmoment, weil der Schirm asymmetrisch zum Schwerpunkt ist, das durch die Trimmklappen und durch die Reaktionsräder kompensiert wird. Ab einer gewissen Drehzahl muss Treibstoff eingesetzt werden, um die Räder wieder abzubremsen. Diese Triebwerke verwenden nur Hydrazin als Treibstoff.[60]

Die präzise Flugbahn der Sonde zum Zielgebiet sparte einen großen Teil des Treibstoffs, der nun für Kurskorrekturen in der Umlaufbahn um den Lagrange-Punkt zur Verfügung steht; die Funktionsdauer des Teleskops verdoppelt sich damit auf voraussichtlich 20 Jahre. Es gibt eine Vorrichtung zum Betanken des Teleskops vor dem Start. Diese Vorrichtung könnte mit einer Robotermission zum Nachfüllen der Treibstoffvorräte genutzt werden, es ist aber bisher keine solche Mission geplant.

#### Wärmeregulierung
Die Versorgungseinheit mit dem Bordcomputer befindet sich auf der heißen Seite und wird bei einer Temperatur von ungefähr 300 K oder 27 °C betrieben. Zur Wärmeabführung gibt es Radiatoren. Der Hauptspiegel und die übrigen Spiegel sind gegen Wärmestrahlung abgeschirmt und passiv gekühlt. Die Instrumente der Nutzlast sind gegenüber der Versorgungseinheit thermisch isoliert und haben eine zusätzliche Kühlung und eigene Radiatoren auf der Rückseite des Hauptspiegels.

### Sonnenschild

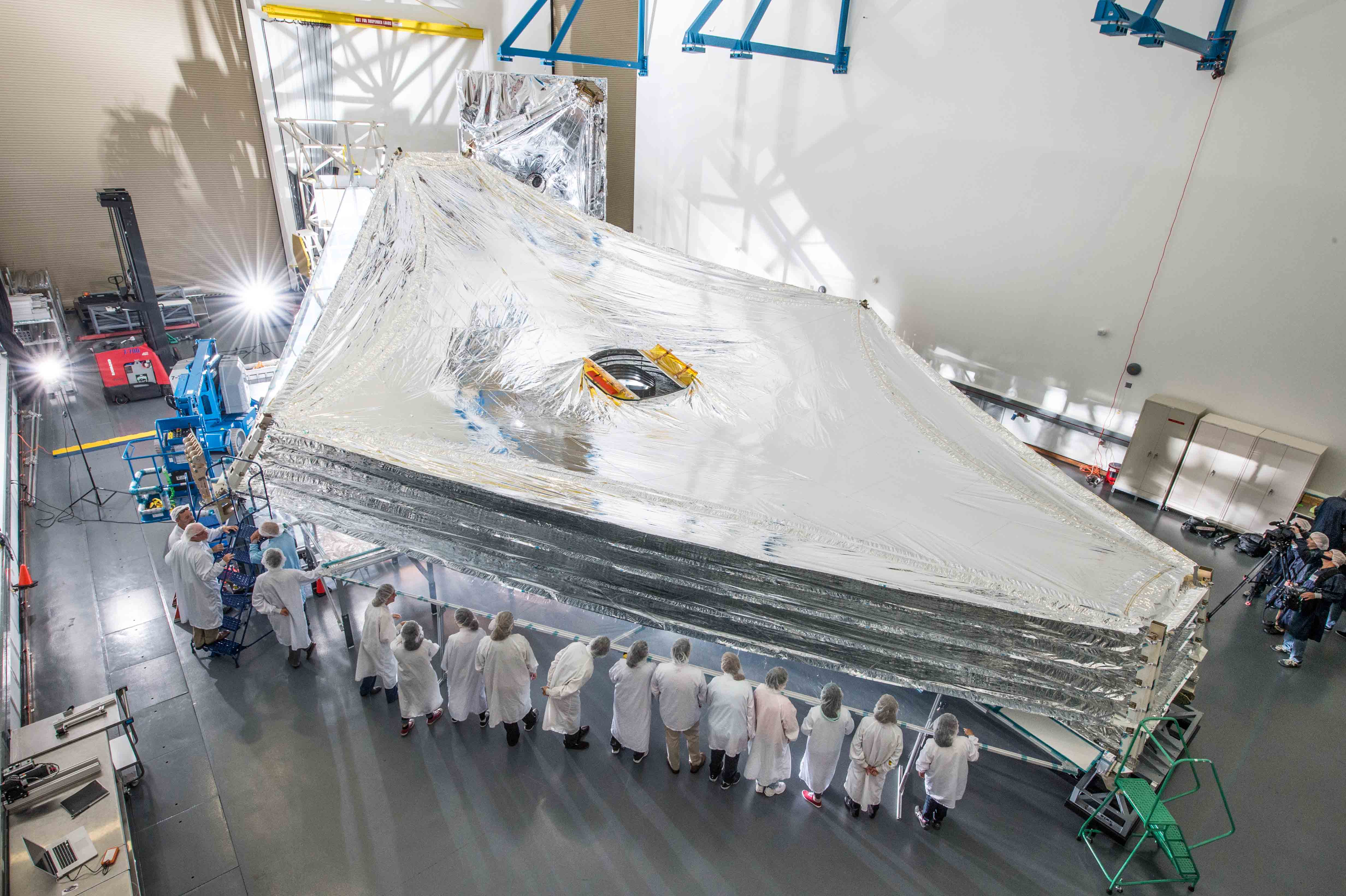
Test des Sonnenschildes im Werk von Northrop Grumman in Kalifornien, im Jahr 2014

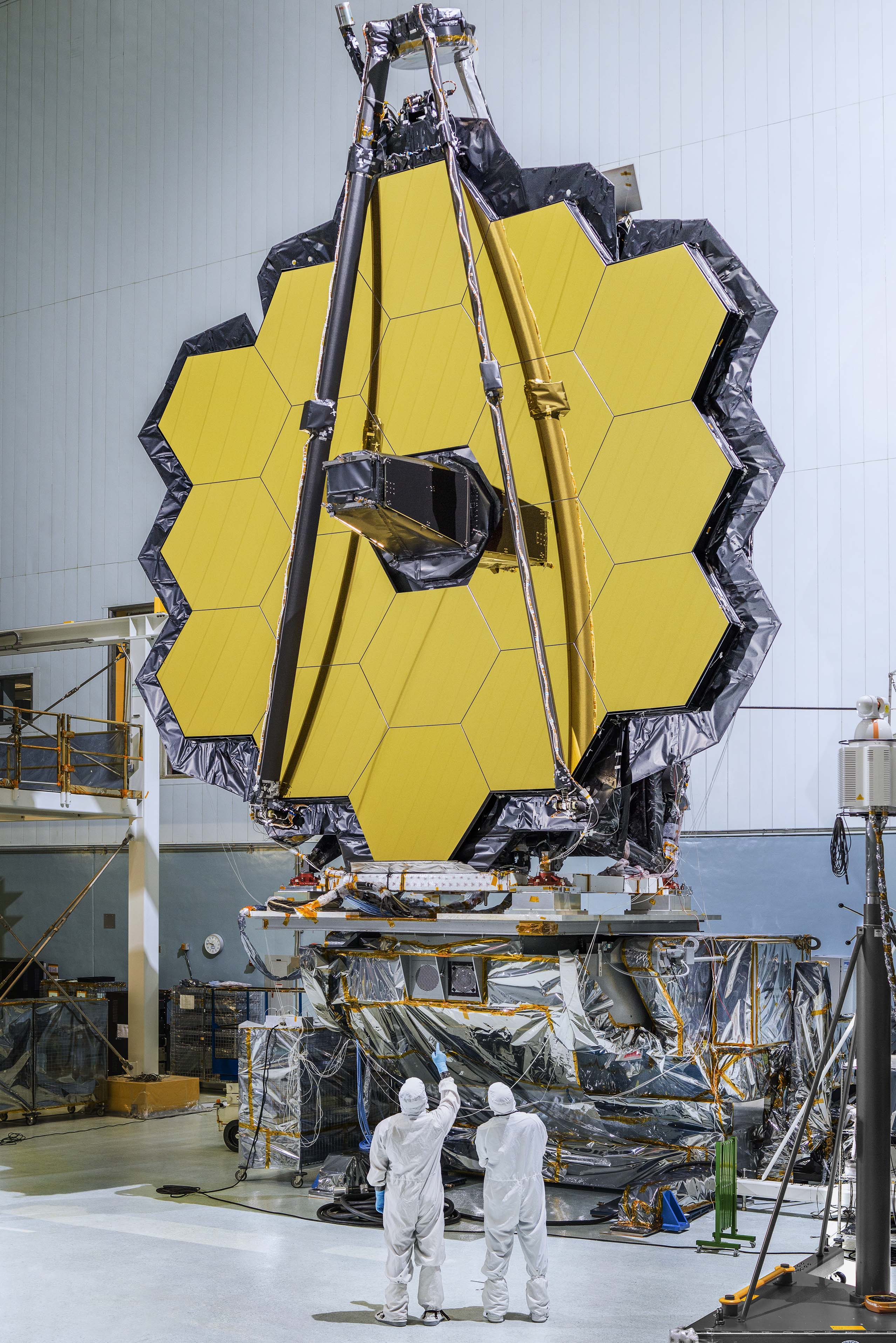
Der Primärspiegel des JWST während der Tests

Der ca. 21 × 14 m große Sonnenschild hat die Aufgabe, Infrarot- bzw. Wärmestrahlung vom Teleskop und den Instrumenten fernzuhalten. Der Mehrlagen-Strahlungsschild besteht aus fünf Lagen Kapton (Markenname für ein Polyimid), das zusätzlich mit Aluminium beschichtet ist. Die beiden äußersten Lagen sind zusätzlich mit dotiertem Silizium beschichtet, das besonders gut Wärme abstrahlt; das gibt den Folien einen rosa Schimmer. Die Dotierung erhöht die elektrische Leitfähigkeit und vermindert damit die statische Aufladung durch geladene Partikel. Die erste Lage zeigt in Richtung Sonne und ist 50 μm stark, die übrigen vier Lagen nur 25 μm. Die Aluminiumschicht ist 100 Nanometer dick, die Siliziumschicht 50 Nanometer. Kleine verstärkte Löcher an unterschiedlichen Stellen sorgten dafür, dass die Luft zwischen den Lagen während der Startphase gleichmäßig entweichen konnte. Ein komplizierter Mechanismus sicherte die Folien während des Starts und sorgte für die korrekte Entfaltung auf dem Weg zum Ziel. Nach dem Entfalten besteht zwischen den Lagen ungefähr ein Abstand von 40 cm.
Die fünf Lagen Kaptonfolie schirmen das Teleskop nicht nur gegen Strahlung von Sonne und Erde ab, sondern auch von der Wärme der Versorgungseinheit, deren Elektronik eine gewisse Mindesttemperatur haben muss, um zuverlässig zu arbeiten. Die Temperaturdifferenz zwischen der sonnenzugewandten Seite mit ca. 358 K (85 °C) und der sonnenabgewandten Seite mit ca. 40 K (−233 °C) beträgt über 300 K. Im mehrlagigen Design ist berücksichtigt, dass der Schild von Partikeln durchschlagen werden und Folien an einzelnen Stellen einreißen könnten. Trotzdem geht die Funktionalität nicht verloren; spezielle Verstärkungen verhindern, dass sich längere Risse bilden.

### Optik
Das JWST ist als Korsch-Teleskop (TMA – Three-Mirror-Anastigmat) aufgebaut. Die effektive Brennweite beträgt 131,4 Meter.
Der Hauptspiegel hat einen Durchmesser von 6,5 Meter und besteht aus 18 sechseckigen Segmenten, die sich erst im All entfalteten. Die 18 Segmente sind in drei verschiedene Typen (A, B und C) unterteilt, von denen jeweils sechs äquidistant zur zentralen, optischen Achse innerhalb der Gesamtanordnung arrangiert sind. Der Vorteil dieser Konstruktionsweise besteht darin, dass neben der Zwischenraum-freien Anordnung der Sechsecke, lediglich 3 verschiedene Segmenttypen berechnet und gefertigt werden müssen. Die berechnete Flächenfunktion der Segmenttypen entspricht dabei annähernd einem Teilausschnitt eines elliptischen Paraboloids mit einem Krümmungsradius von 15,88 m bei 30 K.
Die Spiegel bestehen aus gesintertem Beryllium-Pulver (Typ O-30, R ≥ 99 %), das hauptsächlich wegen seiner geringen Dichte, seiner hohen Festigkeit und seines unterhalb 100 K niedrigen Wärmeausdehnungskoeffizienten (Wärmeausdehnung < 1 % bei −252,8 °C) gewählt wurde. Sie zeichnen sich weiterhin durch eine Leichtbauweise aus, bei der als dreieckige Prismen ausgefräste Hohlräume von lediglich 1 mm starken Trennwänden begrenzt werden. Die Spiegel sind so konstruiert, dass sie dem Einschlag von Mikrometeoroiden standhalten können, ohne dass sich dadurch die optischen Eigenschaften merklich verschlechtern. Das Flächengewicht der Berylliumplatten beträgt 10,3 kg/m², einschließlich der Spiegelmontierung 15,6 kg/m². Jedes Segment hat einen Inkreisdurchmesser von 1,3 Metern, bei einer Masse von 20 Kilogramm. Der komplexe Schleif- und Polierprozess der Spiegelflächen wurde bis zu einer Oberflächengenauigkeit von Rq ≤ 20 nm von Tinsley Labs in Richmond realisiert. Zusammenbau und Testung des Hauptspiegels wurden von Ball Aerospace in Boulder (Colorado) durchgeführt. Die Primär-, Sekundär- und Tertiärspiegel wurden in einer Vakuumkammer mit einer 100 nm starken Schicht Gold bei Quantum Coating in Moorestown (New Jersey) bedampft, das auch im Infrarotbereich sehr gut reflektiert. Nach der Goldschicht wurde noch eine dünne Glasschicht aus Siliziumdioxid aufgedampft, die die weiche Goldoberfläche vor Kratzern und Partikeln beschützt.
Die einzelnen Segmente können im Weltall mit zwei verschiedenen Aktuatorsystemen (Hexapod und RoC-Aktuator) genau ausgerichtet werden. Letzteres hat die Aufgabe kleinste Abweichungen von der idealen Krümmung eines jeden Spiegelsegments zu korrigieren und damit auch die ideale Krümmung des kompletten Hauptspiegels sicherzustellen.
Die Verformung der Spiegelsegmente bei der Abkühlung wurde bei ihrer Herstellung berücksichtigt; außerdem befindet sich in der Mitte eines jeden Segments ein siebter Aktuator, der die Krümmung noch genauer anpassen kann. Im Endzustand bilden alle Spiegelflächen eine gemeinsame Wellenfront, dafür müssen die Spiegel bis auf eine Toleranz von weniger als einer Wellenlänge ausgerichtet werden.
Der konvexe Fangspiegel (Sekundärspiegel) lässt sich in sechs Freiheitsgraden ausrichten und ist an einer faltbaren Haltestruktur angebracht. Über den unbeweglichen Tertiärspiegel und einen Feinausrichtungsspiegel wird das Licht auf die Instrumente in der Bildebene geleitet. Der Feinausrichtungsspiegel dient zusätzlich zur Bildstabilisierung und kompensiert die Vibrationen, die von den Reaktionsrädern verursacht werden.

Vergleich der Primärspiegel des Hubble-Teleskops und des James-Webb-Weltraumteleskops
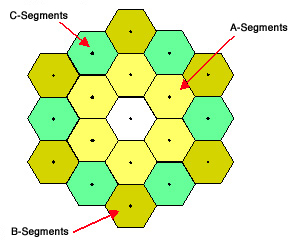
6 Teile à 3 Spiegeltypen bilden den Hauptspiegel mit 18 Spiegelsegmenten
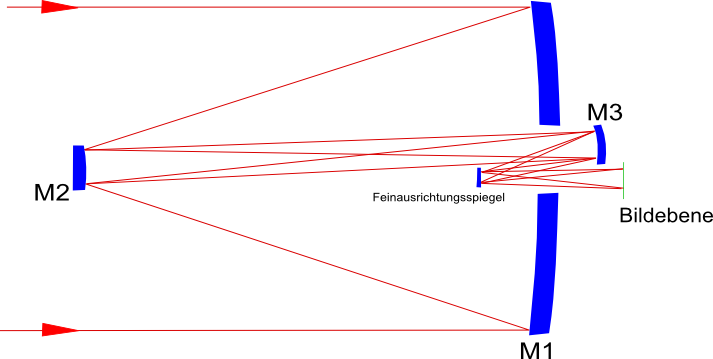
Strahlengang des JWST
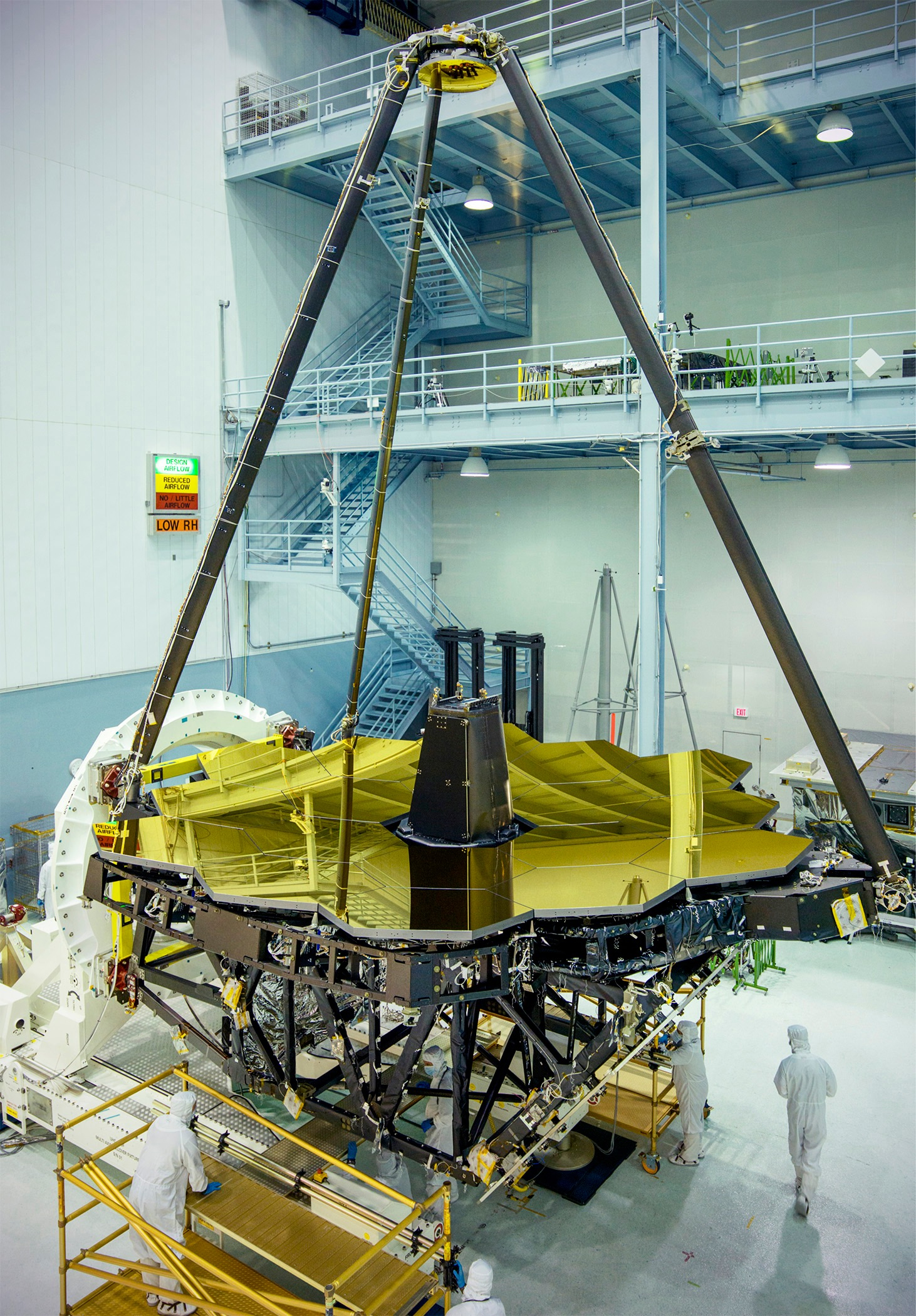
Komplett montiertes Primärspiegelmodul mit ausgefahrenem Sekundärspiegel

### Instrumente

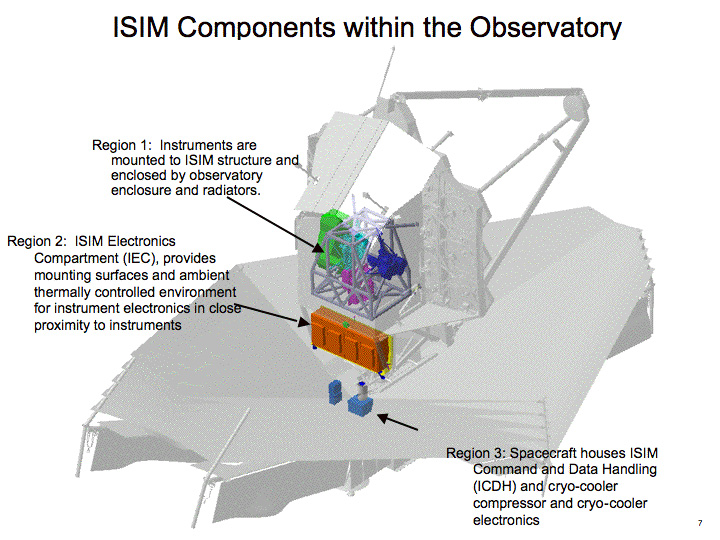
Das ISIM, in dem sich NIRCam, Miri, NIRSpec und FGS-NIRISS befinden, liegt hinter dem Primärspiegel. (englischsprachige Bildbeschreibung)

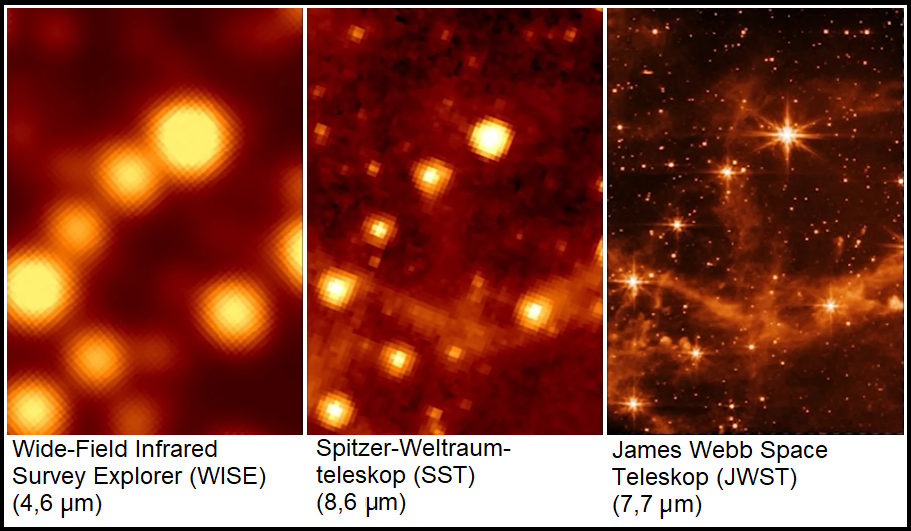
Vergleich eines Ausschnittes der Großen Magellanschen Wolke mit unterschiedlichen Teleskopen

Die Instrumente für die wissenschaftlichen Beobachtungen befinden sich im Integrated Science Instrument Module (ISIM) hinter dem Primärspiegel. Sie verfügen jeweils über mehr als hundert verschiedene Einstellungsmöglichkeiten bzw. Beobachtungsmodi.
- NIRCam (Near Infrared Camera) (Nahinfrarotspektroskopie) ist ein Projekt der NASA und erkennt Infrarotstrahlung mit einer Wellenlänge zwischen 0,6 und 5 µm (nahes Infrarot) mittels Quecksilber-Cadmium-Tellurid-Sensoren. Es fängt das Licht von frühen, nach dem Urknall entstandenen Sternen und Galaxien ein, um diese näher zu untersuchen.[5] Das Sichtfeld der Kamera besteht aus zwei Quadraten von jeweils 2,3′ × 2,3′ (Bogenminuten), wovon eines Strahlung mit einer Wellenlänge kleiner und das andere größer als 2,5 µm misst. Die Winkelauflösung beträgt 0,034″ bzw. 0,068″ (Bogensekunden). NIRCam wird passiv gekühlt bei einer Temperatur von weniger als 50 Kelvin betrieben. Das Instrument wurde von der University of Arizona unter der Leitung von Marcia J. Rieke bereitgestellt[72] und von Teledyne Imaging Sensors in Kalifornien hergestellt[73]
- MIRI (Mid Infrared Instrument) beobachtet Objekte im mittleren Infrarotbereich[5] (Wellenlängen zwischen 5 und 28,3 µm). Es besteht aus einer Kamera mit drei identischen 1024 × 1024-Pixel-Detektoren und einem Spektrografen für spektroskopische Analyse. Die Winkelauflösung der Kamera beträgt ca. 0,19″. MIRI wird aktiv mit einem speziell entwickelten, zweistufigen Kühler (Helium als Kältemittel in 2 Kreisläufen[74]) auf eine Temperatur unter 7 Kelvin gekühlt. MIRI basiert auf einer Zusammenarbeit von ESA mit einem Konsortium aus staatlich geförderten europäischen Instituten, dem Jet Propulsion Laboratory und dem Goddard Space Flight Center der NASA. Die Nutzung des MIRI ist aufgeteilt auf 50 % ESA und 50 % NASA.
- NIRSpec (Near Infrared Spectrograph) ist ein Spektrograf für den Wellenlängenbereich von 0,6 bis 5 µm. Es kann Spektren von 200 Objekten gleichzeitig aufnehmen und ist, genauso wie MIRI, in der Lage, spektroskopisches Mapping durchzuführen. Mit NIRISS teilt sie sich die Fähigkeit, Masse, Temperatur und chemische Zusammensetzung von Objekten zu erfassen.[5] Entwickelt und gefertigt wurde er im Auftrag der ESA von Astrium, das wiederum die Carl Zeiss Optronics GmbH dafür beauftragte.[75]
- FGS-NIRISS (Fine Guidance System/Near-InfraRed Imager and Slitless Spectrograph). NIRISS ist ein spaltloser Spektrograph mit weitem Gesichtsfeld (2,2′× 2,2′) für den Wellenbereich 1,0 µm – 2,5 µm. Das Instrument hat einen Beobachtungsmodus, der zur Spektroskopie von Exoplaneten (Erfassung von Molekülen in Atmosphären[5]) optimiert ist. Es misst Masse, Temperatur und chemische Zusammensetzung von Objekten.[5] Das Fine Guidance System dient der präzisen Ausrichtung der Instrumente und wurde in Kanada entwickelt. Das Projekt wird von der Canadian Space Agency (CSA) geleitet. Weitere Beteiligte sind das Herzberg Institute of Astrophysics, das National Research Council of Canada und die Universität Montreal.

NIRCam und MIRI verfügen über Filterräder mit etlichen Filtern sowie sternlichtblockierenden Koronografen zur Beobachtung schwach leuchtender Ziele, wie extrasolarer Planeten und zirkumstellarer Scheiben, in unmittelbarer Nähe greller Sterne.
Die Instrumente des Teleskops übertreffen nahezu in allen Bereichen die Design-Spezifikationen, teilweise sogar sehr deutlich.

## Sonstiges
Am 18. Februar 2022 wurde das James-Webb-Weltraumteleskop aus 1,02 Millionen Kilometer Entfernung von der Raumsonde Gaia fotografiert, als es den Lagrangepunkt L2 erreicht hatte.

## Namensgebung
Das Teleskop ist nach dem früheren NASA-Administrator James Edwin Webb benannt. Die Namensgebung ist umstritten, da Webb als Manager und nicht als Wissenschaftler tätig war. Er hatte außerdem in seiner Funktion während der McCarthy-Ära Mitarbeiter auf Grund ihrer homosexuellen Orientierung entlassen.

## Galerie

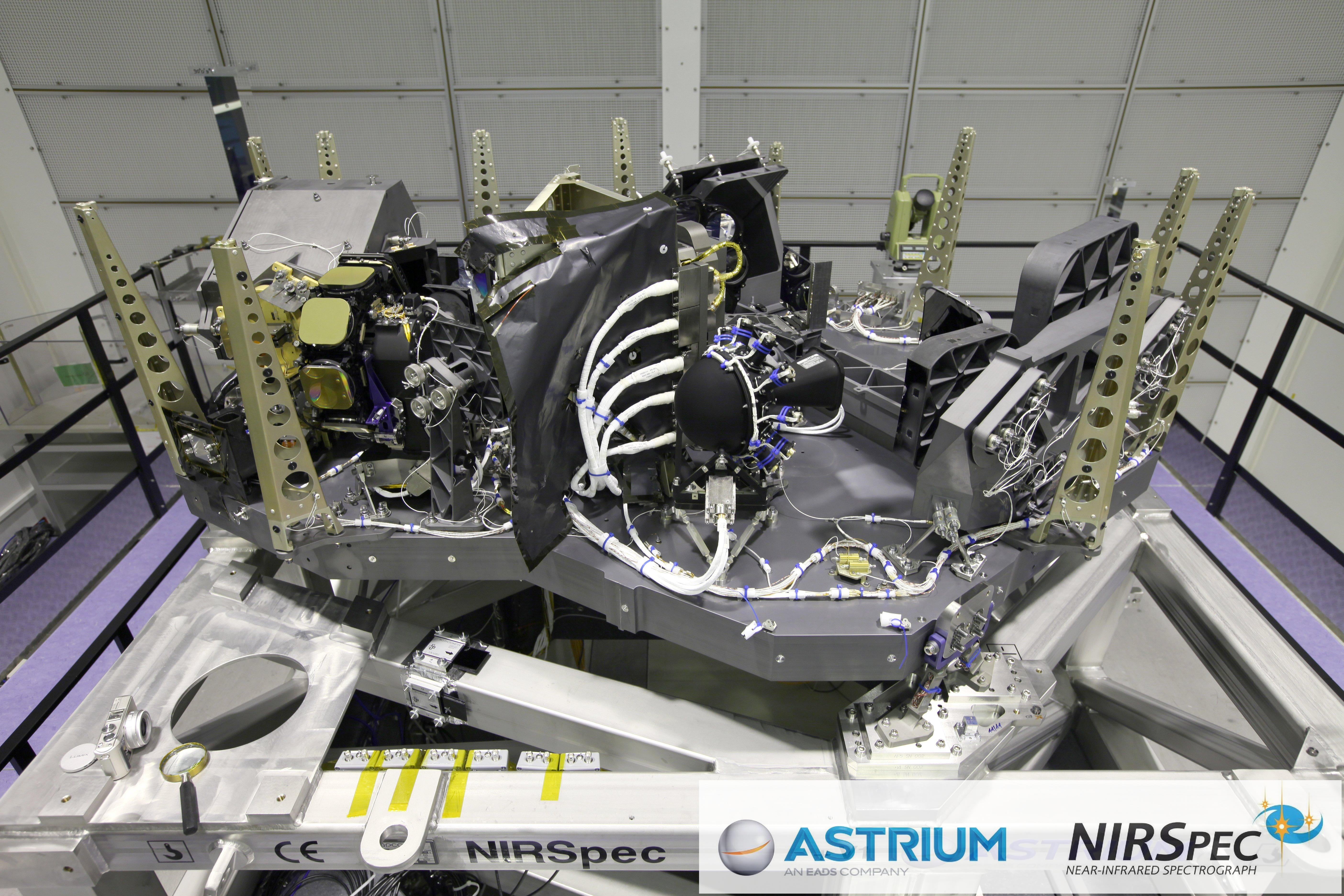
Modell der NIRSpec (NIR-Spektroskopie)
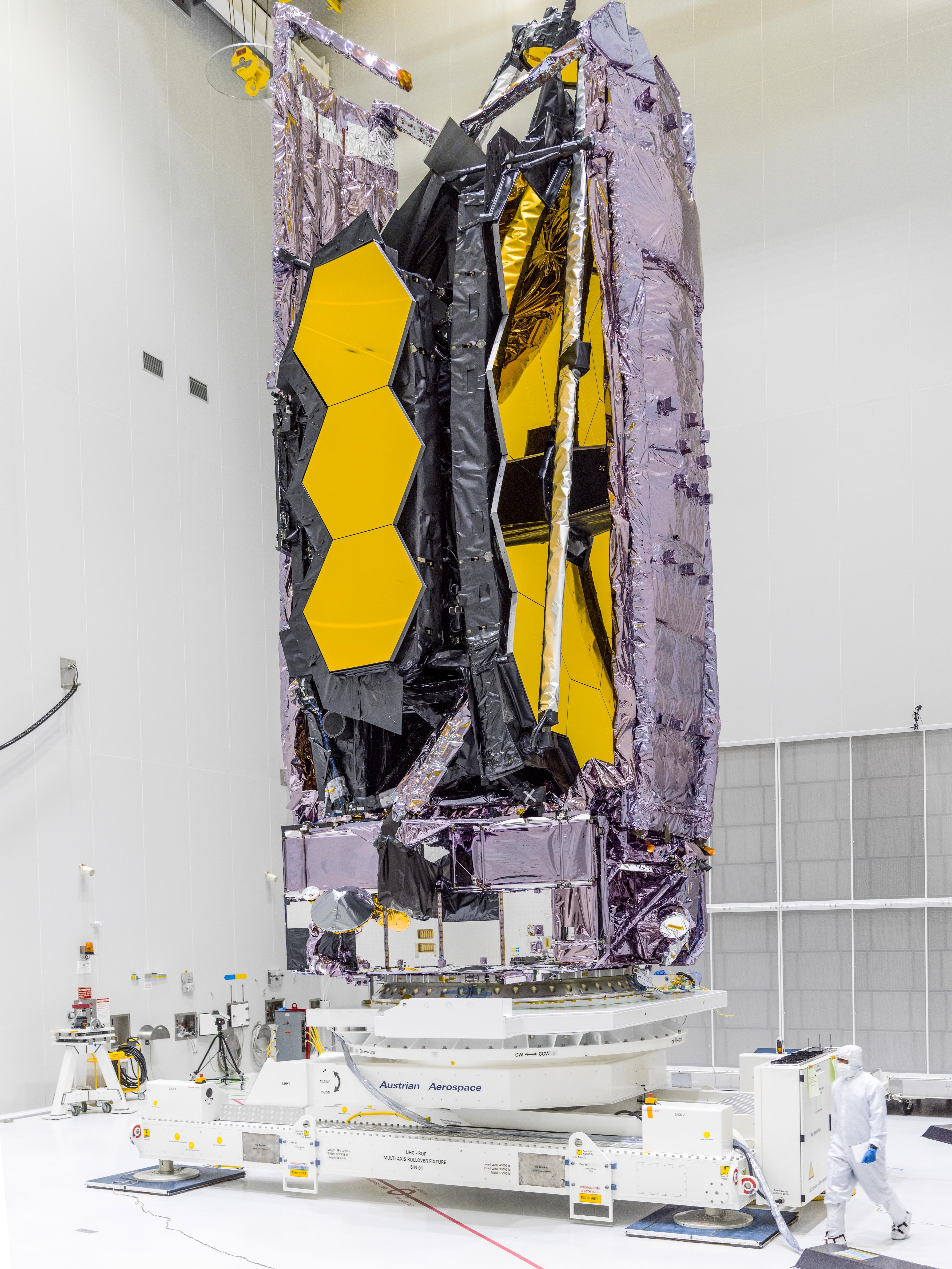
Zusammengefaltetes Teleskop
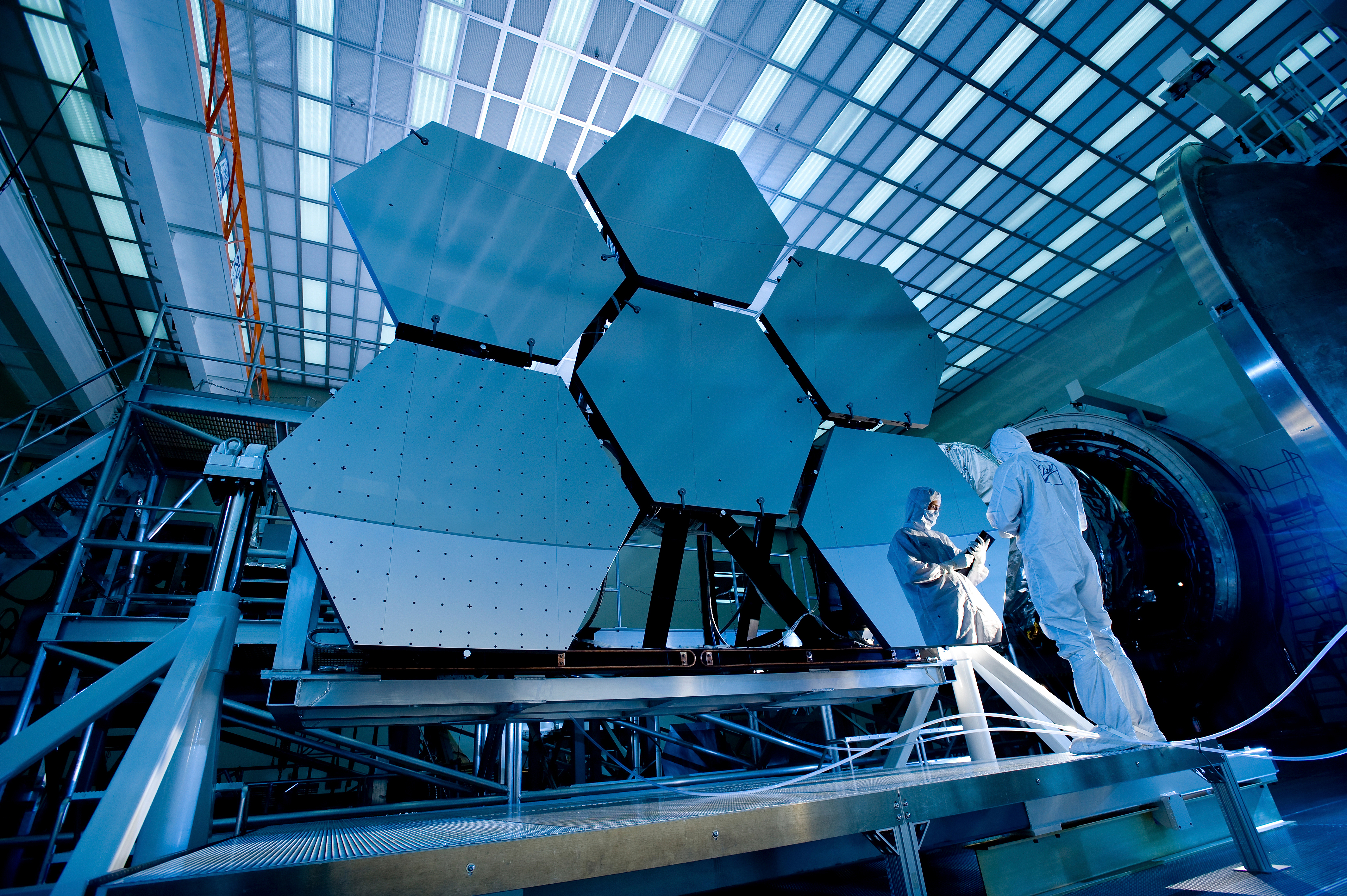
Reflektorbauteile bei einem kryotechnischen Test im Marshall Space Flight Center
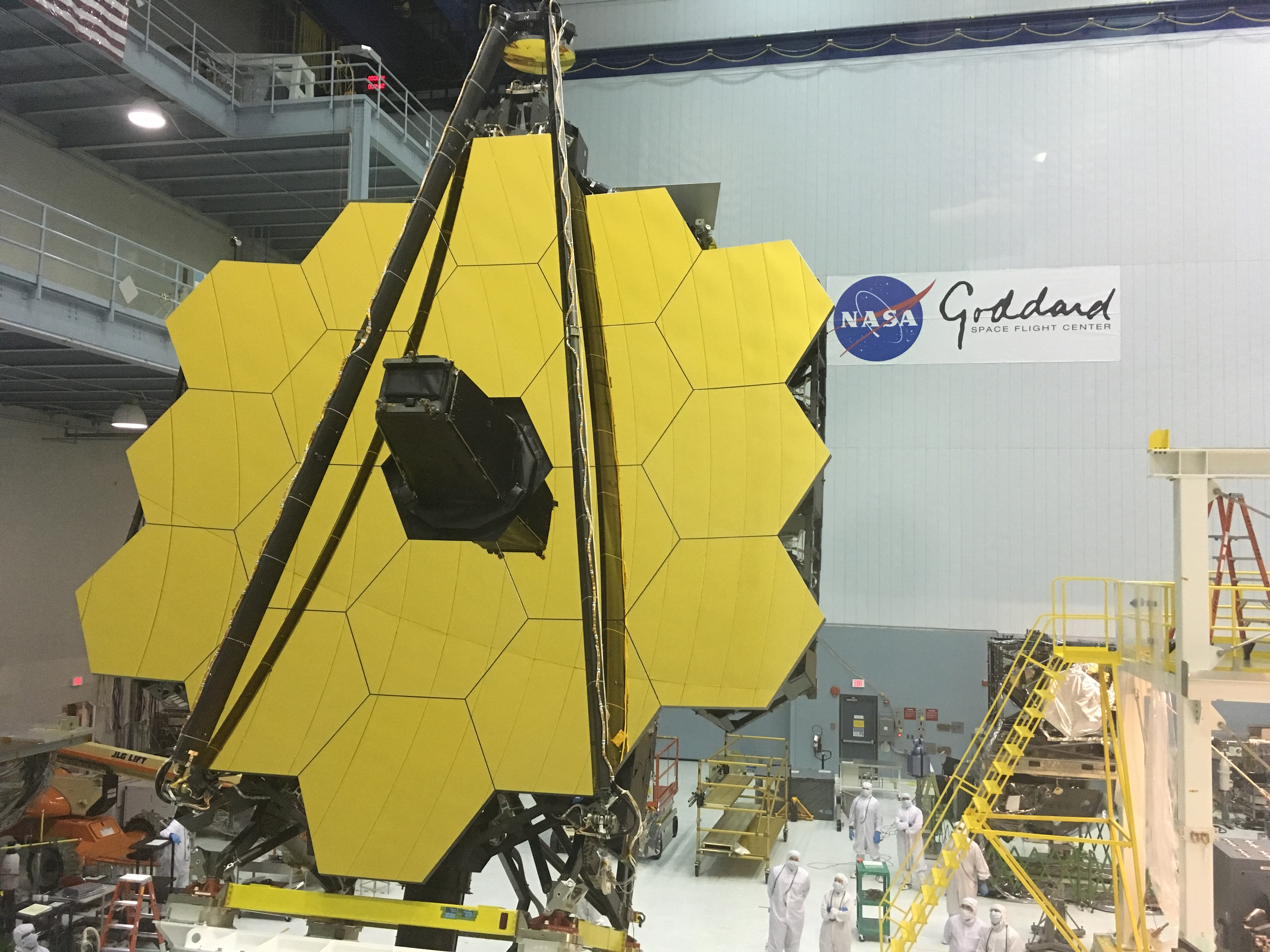
Montierter Primärspiegel im Goddard Space Flight Center mit eingeklapptem Sekundärspiegel
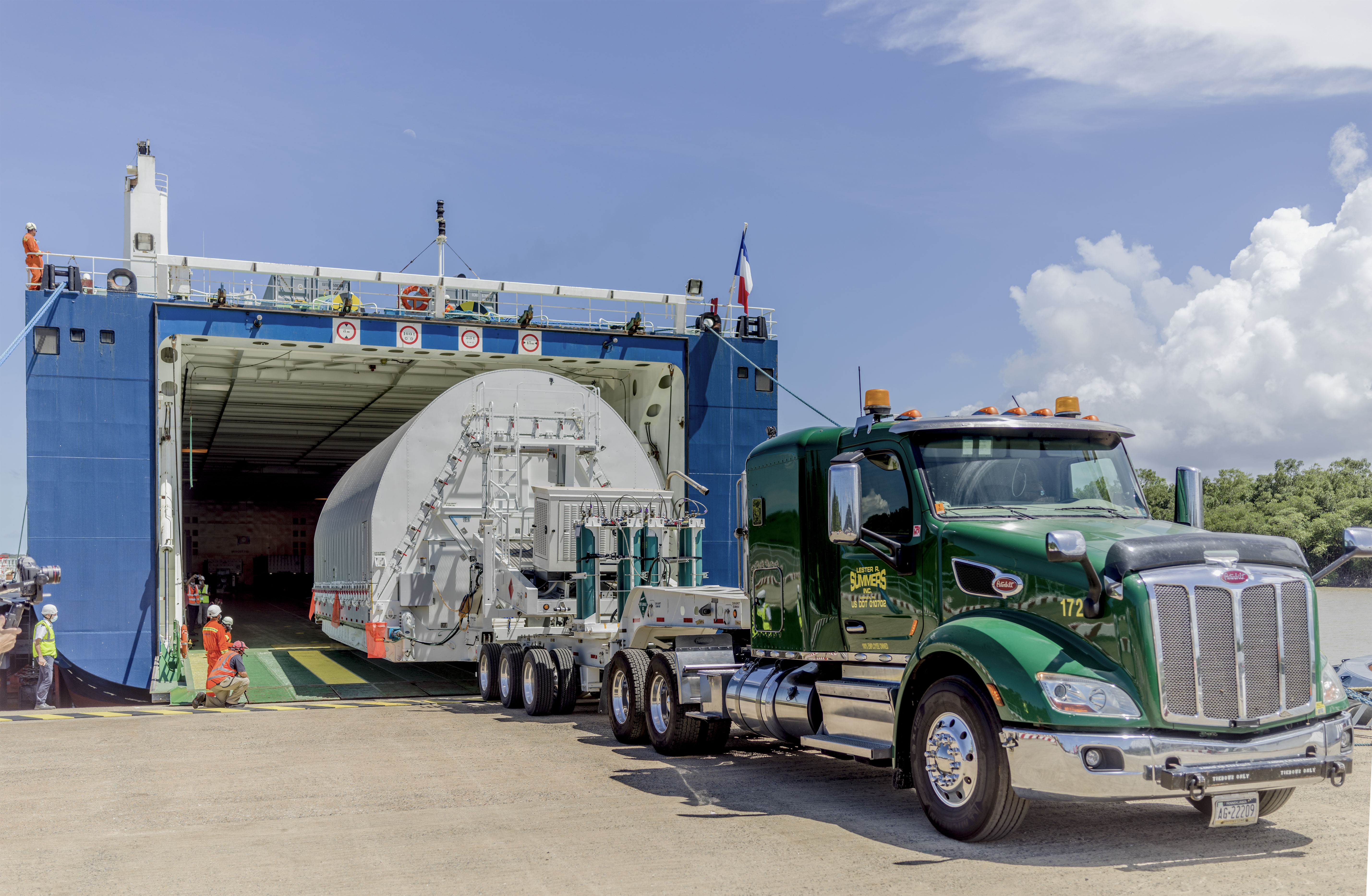
Entladen des Spezialtransporters vom Schiff

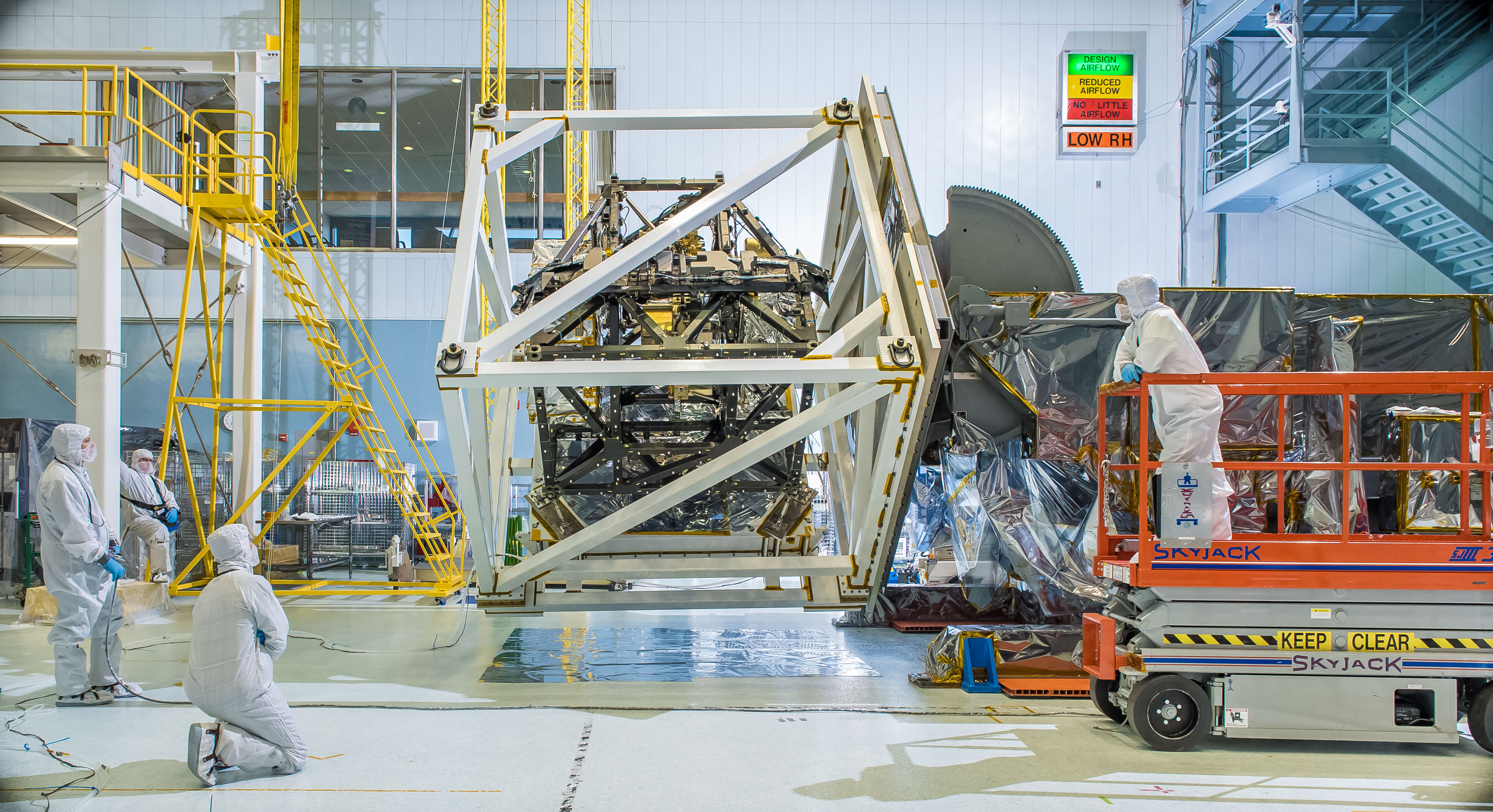
ISIM-Modul (in dem sich die für Forschung wichtigen Instrumente befinden) bei einer Schwerkraft-Testung
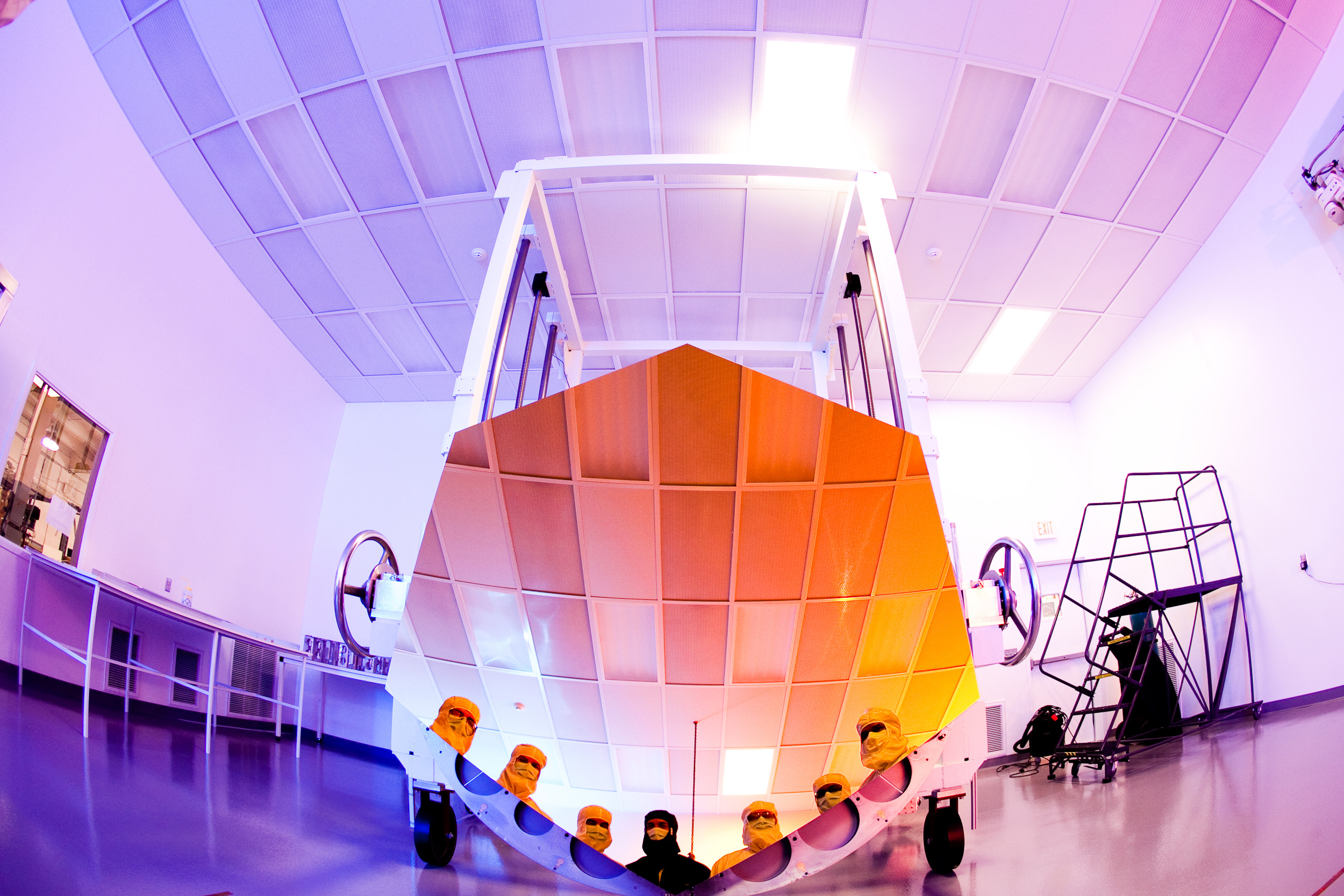
Einzelner Spiegel/Optik
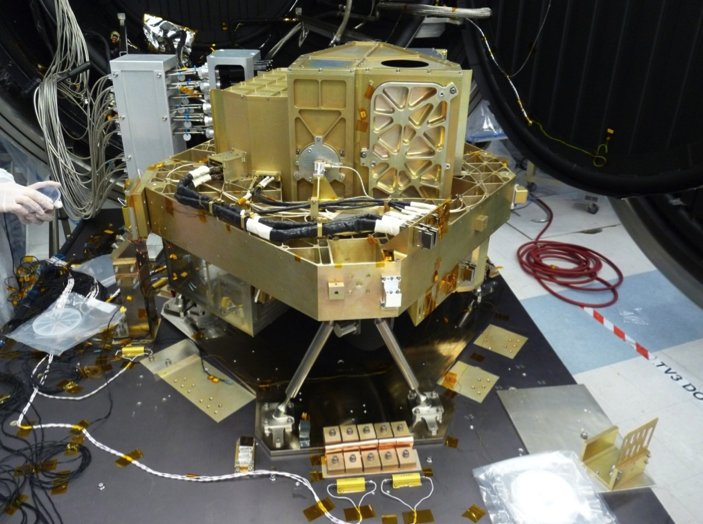
FGS-NIRISS-Instrument
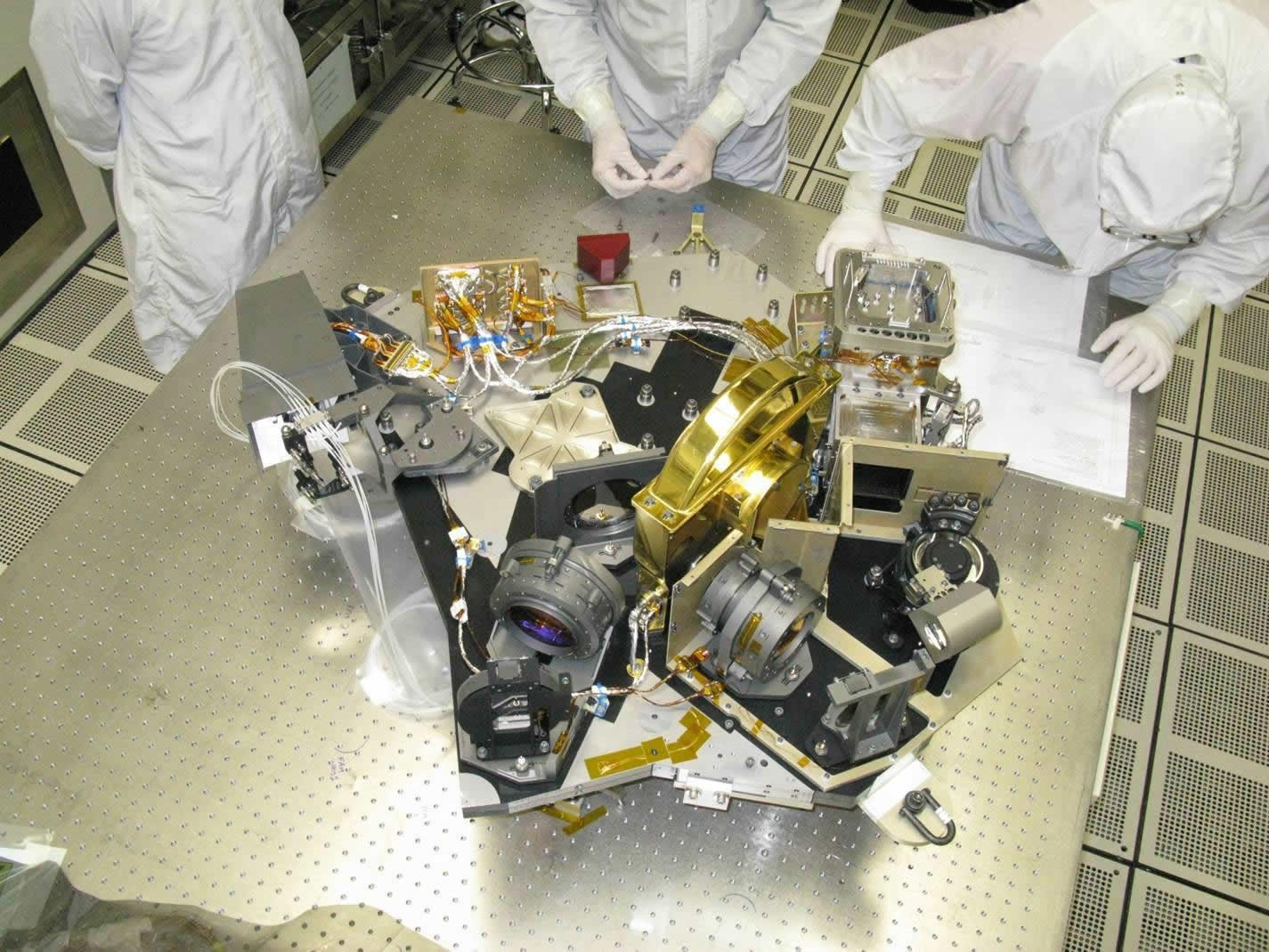
Test der NIRCam. Im Bild sind Kollimationslinsen zu erkennen
- Größenvergleich JWST und Hubble (Animation)

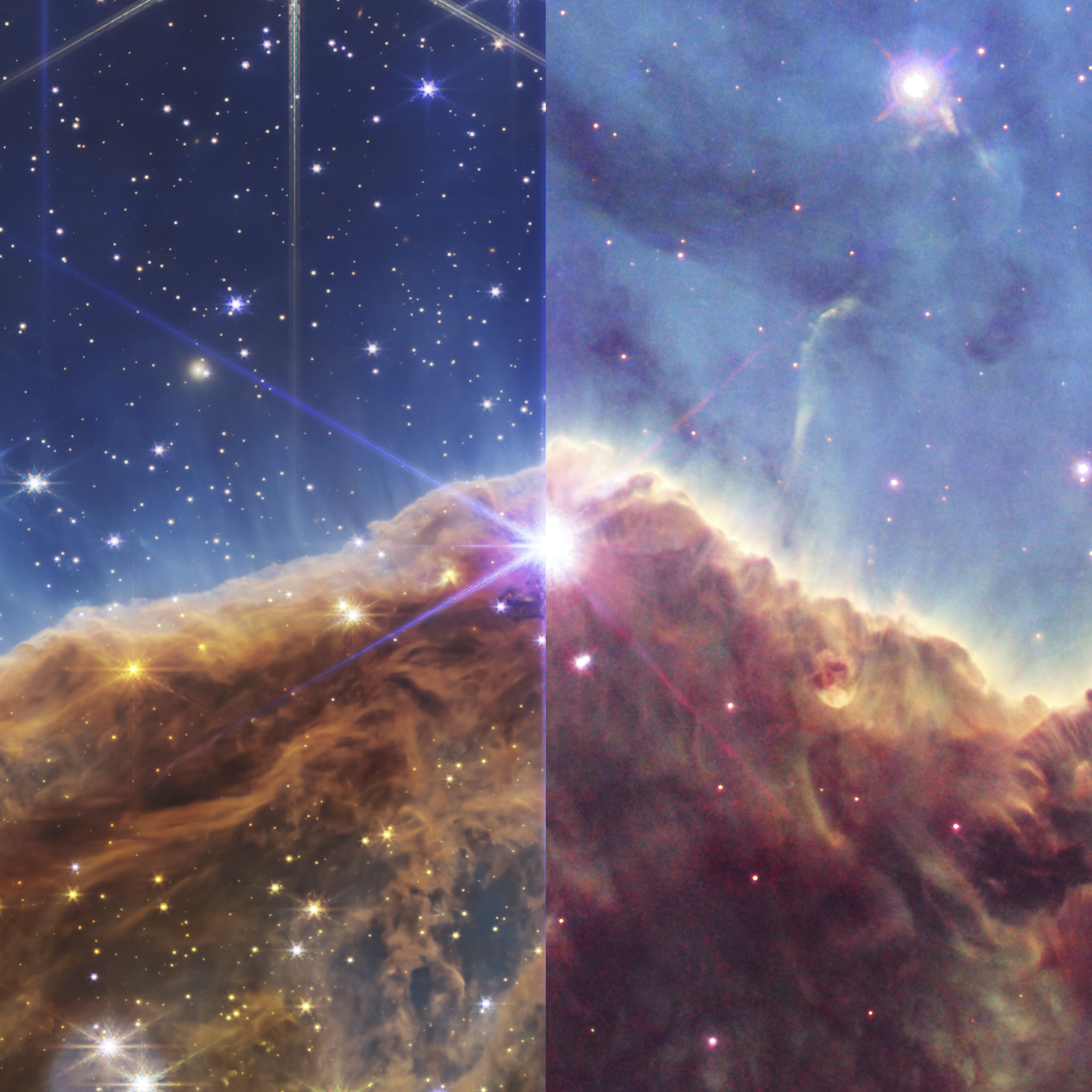
Vergleich von Details einer Nahinfrarotaufnahme des JWST 2022 (links) und einer sichtbares Licht abbildenden Hubble-Aufnahme veröffentlicht 2008 (rechts).
Die Säulen der Schöpfung. Animierter Vergleich von zwei Bildern des Hubble-Weltraumteleskops (HST) im sichtbaren mit einem Bild des James-Webb-Weltraumteleskop (JWST) im nahinfraroten Bereich.

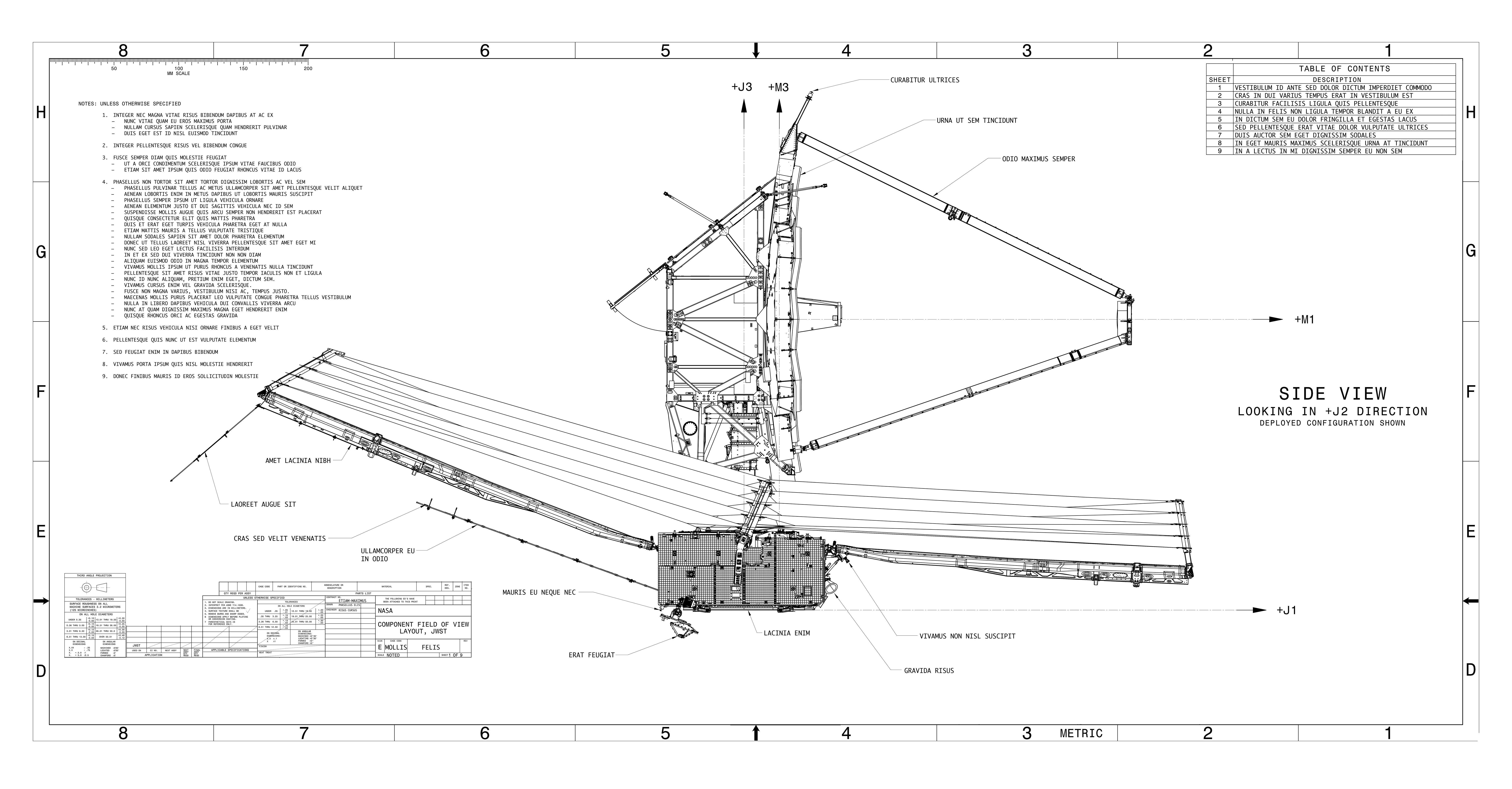
Schema des JWST (mit Blindtext-Beschriftungen)

## Dokumentation
- Das James-Webb-Teleskop. Ein neues Zeitalter der Entdeckungen (Originaltitel: Ultimate Space Telescope.) Regie: Terri Randall. USA 2022, ARTE F, 53 Minuten, deutsche Synchronfassung arte 2022.